# Métodos usados en el estudio de la historia del arte

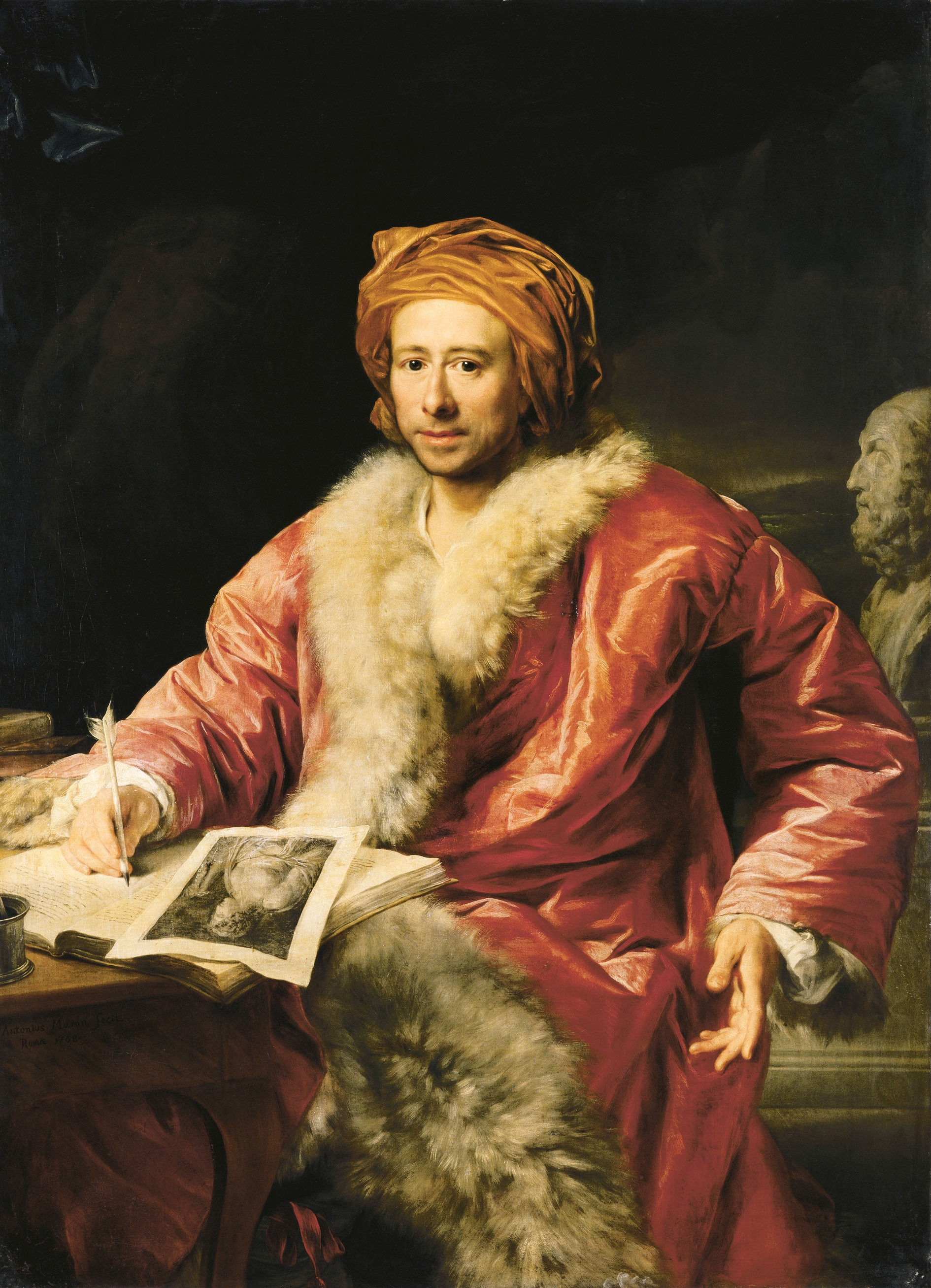
Anton von Maron, retrato de Johann Joachim Winckelmann (1768), Palacio de Weimar,en Weimar, Turingia, Alemania.

Los métodos usados en la historiografía moderna del arte han sido establecidos en un número total de nueve métodos. Por «historiografía del arte» se comprende el «estudio de la historia del arte», y el interés por los métodos de la historia del arte debe considerarse porque en ellos se basa el desarrollo de esta ciencia, en especial el trabajo historiográfico del arte, desde su pre-historia en la Grecia clásica, pasando por su florecimiento en el siglo XVIII, hasta el momento presente. Si bien la crítica de arte por su parte posee sus métodos propios, se ha dicho con acierto que ha sido una aventura del espíritu a la que se entregaron un amplio conjunto de hombres con pasión, energía y sobre todo con método.

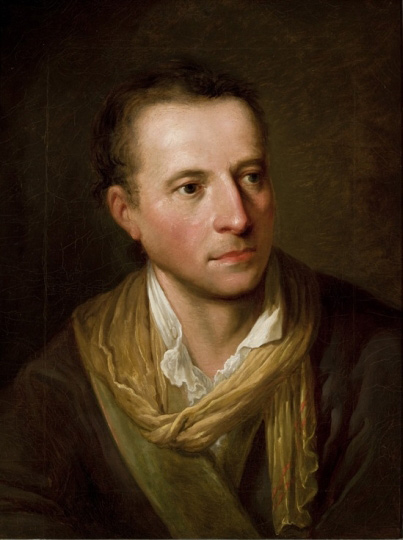
Ferdinand Hartmann, retrato de Johann Joachim Winckelmann (1794) para Angelika Kauffmann (1764), Gleimhaus, Halberstadt

La mayor revisión sobre los métodos de la historia del arte, fue un importante estudio sobre metodología (en el sentido más adecuado de este último término como estudio de métodos) realizado y publicado por Udo Kulterman en 1966.
La historia del arte comienza, tras numerosas fases previas que se remontan a la Antigüedad, con las Vidas de Giorgio Vasari  (1.ª ed. 1550). Dos siglos después, Johann Joachim Winckelmann puso las bases de una ciencia, en la que se han basado hasta hoy, de nuevo dos siglos más tarde, las disciplinas de la arqueología y la historia del arte.
Los trabajos de la historia del arte más antigua no han sido cuestionados en modo alguno por los resultados más recientes. La piedra de toque de su calidad es el método usado que Karl Vossler, al referirse a los trabajos de Jakob Burckhardt, ha hablado en concreto de obras de arte científicas. 
Los métodos usados por la historia del arte moderna:

## El método biográfico
Aunque hay referencias de artistas escritas en la literatura de la Antigüedad,  como en el Asno de Oro de Apuleyo; o Duris de Samos (S. IV a. C.) y , sobre todo en Plinio el Viejo (27-79 a. C.) no fue hasta el Renacimiento la verdadera época del nacimiento de las biografías: monografía, autobiografía y conjunto de biografías. Los modernos eran presentados como modelos a imitar, y se iniciaron las biografías.
Una de las primeras biografías fue la de Brunelleschi (ca. 1480) escrita por Antonio di Tuccio Manetti (1423-1497), siguiendo el modelo que Giovanni Boccaccio creó para una de las primeras biografías, la de Dante Alighieri: el Trattatello in laude di Dante, se le mostraba con las características valorativas de intelectivo, virtuoso, ingenioso, inventivo, estudioso y universal en el diseño. Era merecedor de sepultura memorable, epitafio y efigie.
El orgullo cívico de algunas de las repúblicas toscanas del siglo XIV había llevado al elogio, en el marco de las laudes de las ciudades, que incluían relaciones de sus uomini illustri, entre ellos pasado un tiempo se comenzaron a incluir los primeros artistas occidentales, como Cimabue o Giotto, que aparecen tanto en las páginas de Dante Alighieri o de Filippo Villani, en las que se les había concedido, gracias a sus nuevos recursos formales para la narración, y a su nueva capacidad figurativa para crear ficciones, una categoría más próxima a la de los literatos.
- Monografías. El deseo de autopropaganda del nuevo artista renacentista, consciente de su papel innovador, y el modelo ecambiante del arte, a través de las aportaciones de los artistas griegos, que habían recogido Duris y Plinio, impulsaron lógicamente un tipo de narración que situaba al iconógrafo no solo al arquitecto científico también durante la Edad Media– como protagonista del cambio radical con respecto a la tradición previa defendido por los modernos a la antigua.

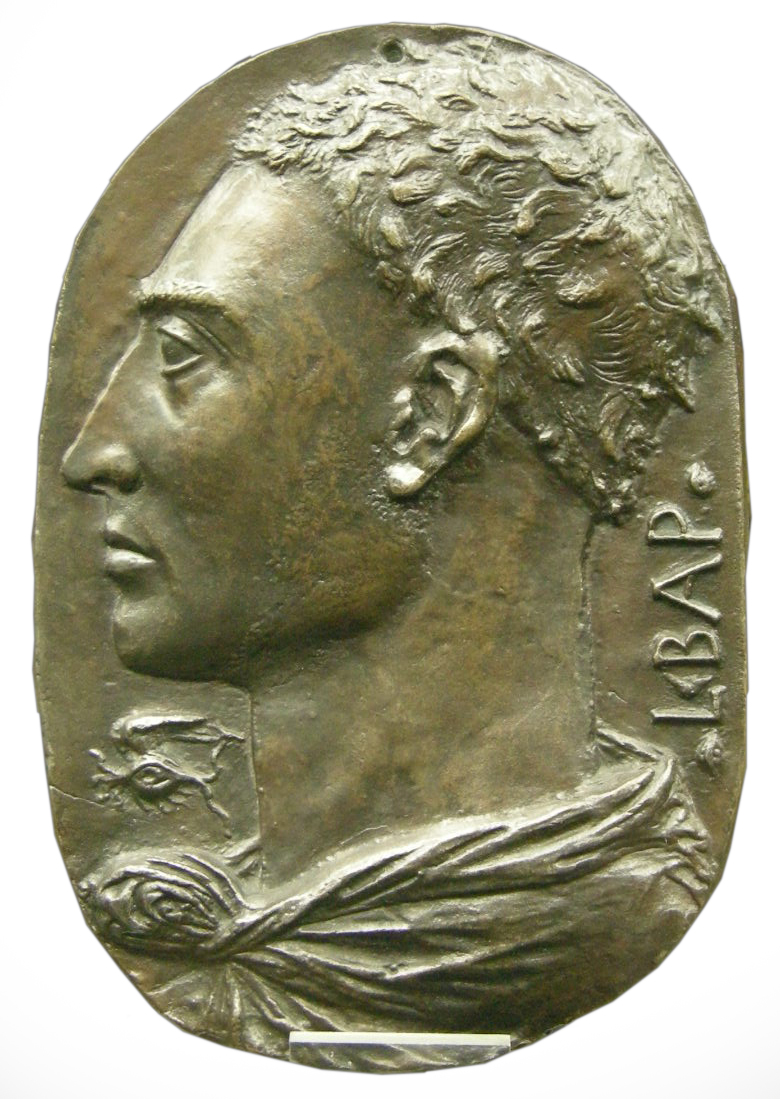
Supuesto autorretrato de Leon Battista Alberti en una plaqueta, también escritor de su propia autobiografía

- Relatos autobiográficos. Desde la autobriografía de Leon Battista Alberti, y los Commentari de Lorenzo Ghiberti (ca. 1450), se pasó ya en el siglo XVI a las autobiografías de Raffaello da Montelupo;  o el Diario de Alberto Durero. Más tarde, la Autobiografía de Benvenuto Cellini

- Conjuntos de biografías. Pero no se daría verdaderamente hasta Giorgio Vasari (1511–1574), con sus Le vite de' più eccellenti architetti, pittori, et scultori itallani da Cimabue insino a' tempi nostri de 1550 (1.ª ed.) y 1568 (2.ª ed.), la inauguración del género historiográfico de la narración histórica construida sobre biografías. Un conjunto de ellas destinadas a presentar el modelo del buen profesional, a partir de las virtudes profesionales resaltadas por Vasari entre  el conjunto de arquitectos, pintores o escultores.

Con todos estos elementos Giorgio Vasari construyó un nuevo modelo historiográfico de enorme difusión y longevidad. En Italia, Giulio Mancini (+1630) con sus Considerazioni sulla pittura (ca. 1620), Giovanni Baglione (1571-1644) con su Le vite de' pittori, scultori et architetti dal pontificato di Gregorio XIII del 1572 in fino a tempi di Papa Urbano VIII nel 1642 y Giovanni Battista Passeri (1610-1679) con sus obras publicadas en 1642 y en 1772, Gian Pietro Bellori (1615-1696) con sus Le uite de' Pittori, Scultori ed Architetti moderni de 1672, Filippo Baldinucci (+1696) o Lione Pascoli (1674-1744) con sus recopilaciones de 1730-1736, siguieron los pasos de Giorgio Vasari, adaptando sus juicios a los nuevos criterios naturalistas y clasicistas. 
Desde fecha temprana, también se imitó el género promovido por Vasari, en otros países europeos realizaron la redacción de estos conjuntos biográficos desde sus respectivos puntos de vista locales para hacer inteligible unas evoluciones al fin paralelas:
- al norte, en Holanda, Karel van Mander (1548-1606), con su Het Schilderboeck de 1604.
- en Alemania, Joachim von Sandrart (1606-1688), con su Teutsche Akademieder Elden BauBildund Mahlerey Künste de 1675.
- en Francia, André Félibien (1619-1695), con sus Eztretiens sur les uies et les ouurages des plus excellens Pelntres, ancierus et modernes de 1666-1688, y Roger de Piles (1635-1709) con su Abregé de la Vie des Peintres (1699–)
- en España, Antonio Acisclo Palomino y Velasco (1655-1726) con su El Parnaso español pintoresco laureado de 1724, constituirían los ejemplos más señalados de esta línea historiográfica.

## El método atribucionista
El atribucionismo es un enfoque dentro del ámbito de la crítica artística y la historia del arte que se centra en la atribución de obras de arte a un autor específico, una época, un estilo o una escuela en particular.
Juan Antonio Ramírez en el artículo que lleva por título “Corrientes metodológicas en la Historia del Arte. Un balance provisional” enmarca el concepto de atribucionismo, dentro del método del conocedor; al aparecer esta figura como un auxiliar del coleccionismo público y privado.
Este enfoque es esencial en la crítica y la historia del arte para comprender y contextualizar las obras de arte, así como para establecer conexiones entre artistas, períodos históricos y corrientes artísticas. Puede ser un proceso complejo que implica la investigación, el análisis comparativo y la consideración de múltiples factores. Aunque no se considere un método independiente en sí mismo, forma parte del método historicista, que busca contextualizar y comprender obras de arte.
Esto implica un proceso de investigación minucioso y razonamiento crítico para llegar a una conclusión respaldada por evidencia sólida. Algunos de los pasos y métodos que pueden ser parte de este proceso incluyen:
- Comparación con otras obras: Los expertos a menudo comparan la obra en cuestión con otras obras del mismo autor, período o escuela artística. Esto puede ayudar a identificar similitudes en estilo, técnica y temas.
- Estudio de documentos históricos: La investigación de documentos históricos, como cartas, diarios, registros de talleres de artistas y documentos de época, puede proporcionar pistas sobre la autoría de la obra y su contexto histórico.
- Evaluación de la evolución del estilo: Los expertos pueden rastrear la evolución del estilo artístico del autor a lo largo del tiempo y comparar la obra en cuestión con obras conocidas de diferentes etapas de su carrera.
- Análisis técnico: El análisis de la técnica utilizada en la obra, como la paleta de colores, la pincelada o la técnica de creación de la obra (óleo, acuarela, grabado, etc.), puede ofrecer pistas sobre su autoría.
- Consulta con otros expertos: Los especialistas en el campo a menudo colaboran y consultan con otros expertos para llegar a conclusiones sólidas sobre la atribución de una obra de arte.

A pesar de todo, no es una ciencia exacta, por lo que puede seguir siendo objeto de debate y discusión. En algunos casos, las obras pueden permanecer en el ámbito de la conjetura debido a la falta de evidencia sólida.
El atribucionismo, por lo tanto, es una herramienta valiosa pero no infalible en la crítica y la historia del arte. A medida que se descubre nueva evidencia o se desarrollan nuevas técnicas de análisis, algunas atribuciones pueden cambiar con el tiempo. La investigación y el debate continuos son componentes esenciales de esta disciplina, y las obras de arte a menudo siguen siendo objetos de estudio y exploración a lo largo de los años.
Uno de los primeros en razonar sobre este método será el sienés Giulio Mancini (1558-1630) médico personal del Papa Urbano VIII en 1623. En la segunda parte de su obra Considerazioni sulla pittura (1620), dedicada no a los pintores, sino a los caballeros diletantes, a aquellos virtuosos que en número cada vez mayor asistían a las muestras de cuadros antiguos y modernos. De una forma  funcional aborda el cómo conseguir reconocer una pintura original de una copia, cómo distribuir las obras en una galería de arte o cómo distinguir las diferentes fechas y escuelas.
Aproximadamente cien años más tarde el abate Luigi Lanzi (1732-1810), en su obra Storia Pittorica dell’Italia (1796), escribía  “para quien la inimitabilidad de la escritura individual había sido querida por la naturaleza para seguridad de la sociedad civilizada (burguesa)” que fijándose en el color y en la masa pictórica llega a una clasificación de los grandes maestros dependiendo de su técnica. Lanzi habla del atribucionismo reivindicando para la historia del arte un puesto entre las otras disciplinas científicas.
Giovanni Morelli (1816-1891), médico, identifica la atribución a través de las características minuciosas de los artistas lo que supuso uno de los avances en la historiografía del arte al querer introducir vigor teórico en el resbaladizo campo del atribucionismo y esto le llevó a insertar leyes experimentales de los pequeños detalles, de técnicas indiciarias, que son pistas insignificantes de cualquier obra de arte; de ahí que “de sus observaciones deduzca que con este método podía llegarse a distinguir a un maestro no sólo de sus afines, sino también de las copias, aun las más antiguas y bien hechas, de las obras originales”.Para Morelli “era preciso examinar los detalles más omitibles y menos influidos por las características de la escuela a la que pertenecía el pintor”. Para él, lo importante era la obra de arte y no el artista. 
Dentro de los primeros seguidores contemporáneos del método atribucionista y los principios morellianos se puede identificar a Johann David Passavant (1787-1861), hijo de unos comerciantes alemanes que contó con una formación artística considerable. Se trata de un personaje que reúne todos los rasgos identificados con el arquetipo del conocedor, dedicado a realizar viajes y visitas por distintas galerías y colecciones europeas de los que deja testimonio en obras como Gira de un artista alemán en Inglaterra (1833). Su obra más destacada es un estudio monográfico de Rafael publicado en 1839, en donde establece uno de los catálogos razonados más completos del artista
Otras aportaciones fundamentales que contribuirán a afianzar la tendencia atribucionista de la historiografía del arte italiana serán los estudios realizados por la colaboración entre G. B. Cavalcaselle (1819-1897) y J.A. Crowe (1825-1896). Ambos personajes realizan multitud de viajes y ostentan cargos relacionados con el mundo museístico y el patrimonio histórico-artístico. Destacan sus investigaciones sobre la pintura flamenca, recogidas en Los antiguos pintores (1862-1865) y su Historia de la pintura en Italia (1864-1866), tres volúmenes en los que recogen una secuencia cronológica de artistas italianos a través de distintas relacione entre escuelas, talleres y maestros, ampliamente valorado por su rigor científico y por su utilización de las fuentes.
Fuera del ámbito italiano destacan las innovaciones introducidas en el método atribucionista por Bernard Berensson (1865-1959), investigador americano estrechamente vinculado con coleccionistas y galeristas. En su obra Rudiments of Connoisseurship (1902) somete al método morelliano a una revisión y ampliación, jerarquizando y clasificando los distintos detalles que son utilizados para llevar a cabo la identificación de las obras. Berensson establece tres grupos fundamentales de elementos morfológicos, que además ordena en importancia a la hora de deducir la autoría de la obra. En primer lugar se distingue un conjunto formado por la representación pictórica de las manos, las orejas, los ojos, la nariz, la boca, el cráneo, los plegados de la ropa y el paisaje, seguido por los cabellos y los contornos lineales de las figuras, considerando como último grupo de indicios la estructuración del movimiento, el claroscuro o la arquitectura.
No todo fue desarrollo positivo. El método Morelliano fue tachado de mecánico, claramente positivista, de no plantear problemas de orden estético; para Friedländer es un método intuitivo y trabajado de cerca que sirve más para justificar un diagnóstico ya establecido que para realizar uno nuevo. La misma postura mantiene Peter Burke en Visto y no visto. La aparición de la fotografía en 1826 supuso un salto cualitativo a la hora de confeccionar un catálogo pues aportó una rápida difusión de la obra para su estudio y además supuso una aproximación a los detalles de dicha obra.

Los estudios atribucionistas de Morelli y Cavalcaselle sientan una tradición historiográfica en Italia que perdura durante el siglo XX, dentro de la que se puede destacar el trabajo de Adolfo Venturi (1856-1941), más centrado en el estudio del individuo y de las colecciones personales; y su inmensa obra Storia del arte Italiana (1901-1940), síntesis de la tradición historiográfica de su entorno intelectual. Cabe mencionar también la figura de Roberto Longhi (1890-1970), fuertemente influida por las teorías de Benedetto Croce (1866-1952) que concebían la obra artística como producto de una intención individual. 
Las aportaciones del modelo atribucionista tendrán una larga trayectoria que llegará incluso a sobrepasar la disciplina de la historia del arte, como se aprecia en la admiración y las relaciones que Sigmund Freud (1856-1939), padre del psicoanálisis, establece entre sus estudios de los rasgos innatos e inconscientes y la búsqueda de los indicios pictóricos propuesta por Morelli. está el El Moisés de Miguel Ángel (1914), que equipara el método moreliano con la técnica del psicoanálisis médico al propugnar este último descubrir cosas secretas u ocultas basándose en elementos inadvertidos o poco apreciados; siendo por lo tanto el método morelliano “un método interpretativo apoyado sobre los descartes, sobre los datos marginales, considerados como reveladores. De ese modo, detalles considerados habitualmente sin importancia, o directamente triviales, vulgares, suministraban la clave para acceder a los productos más elevados del espíritu humano. En tiempos actuales destaca la labor de Federico Zeri (1921-1998) como principal representante de las metodologías atribucionistas.

## El método filológico
La Historia del Arte y la Historia comparten el estudio de los hechos humanos en el tiempo y espacio, utilizando métodos y técnicas afines. No obstante, no deben confundirse; la Historia del Arte no es una simple asignatura complementaria de la Historia, sino una rama del conocimiento con un carácter interdisciplinar tan válido como la historia literaria o económica.
Su complejidad se evidencia en las dificultades para definir su objeto de estudio: el arte y las obras artísticas. Resulta difícil encontrar una única fórmula que abarque la diversidad de manifestaciones artísticas, ya que estas están influenciadas por el cambio constante de la realidad y la vida. 
El historiador J. Fernández Arenas señala que “La Historia del Arte, como disciplina universitaria, se define por los términos de su título: Historia del Arte. Ambos conceptos están sujetos a definiciones normativas, las cuales comparten la característica de ser relativas, dependiendo de teorías y concepciones ideológicas cambiantes”. 
Así, la Historia del Arte no se limita a describir y clasificar monumentos o fenómenos artísticos en un orden cronológico, sino que busca explicar e interpretar estos fenómenos, utilizando métodos de deducción e inducción.
A diferencia de las Ciencias Naturales, la Historia del Arte no es un modelo de ciencia plenamente consolidado, debido a su desarrollo más reciente y a las crisis metodológicas propias de una disciplina en crecimiento. No obstante, cuenta con métodos, muchos de ellos compartidos con otras ciencias, que permiten llegar a conclusiones rigurosas, lo que resulta esencial para abordar el complejo mundo del arte.
En esta línea, adoptamos la definición del profesor Fernández Arenas, quien concibe la Historia del Arte como “un sistema de conocimiento ordenado que estudia cómo, en cada lugar y en cada momento, ciertas formas y obras que llamamos arte han sido producidas (reconocidas o no) por sus contemporáneos y conservadas (o destruidas) como documentos de una cultura”. 
Para el historiador del arte, resulta imprescindible no solo describir y documentar las obras, sino también contextualizarlas dentro de su marco histórico, teniendo en cuenta los factores cronológicos, geográficos, ideológicos y económicos que influyen en su creación.
Uno de los métodos fundamentales en la Historia del Arte es el “Método Filológico”, también conocido como ciencia de las fuentes y documentos. Este enfoque examina las fuentes textuales y documentales para establecer la autoría de las obras, identificar a sus mecenas y estudiar los procesos de conservación, restauración o traslado de las piezas. Este método fue desarrollado a partir del siglo XVIII, con un interés creciente por valorar las fuentes y publicar los primeros índices y catálogos basados en archivos históricos.
En el siglo XIX surgen los métodos filológicos de la historia del arte como reacción al pensamiento positivista. Estas críticas filológicas siguen la construcción de una historia del arte mediante las fuentes y el análisis formal de las obras delimitando las escuelas, artistas, épocas…
Este método supone que el lenguaje artístico es autónomo y la creencia de genio artístico individual. Dentro del método filológico hay dos vertientes “el método experto” y el de la crítica de las fuentes. El método del “experto" acaba derivando en los estudios morelianos de la historia del arte, ya que gracias a Luigi Lanzi cada autor presenta rasgos diferentes que las diferencias de otros artistas llegando casi a crear la ciencia de las atribuciones. 
Generalmente hablando el método filológico se basa en que, a partir de una identificación y datación de las obras de unos artistas, se puede ordenar su producción y, en consecuencia, su estudio seriado; esto llevará al establecimiento, por una parte, de un catálogo razonado y al género más querido por algunos historiadores del arte: la monografía de un artista.
Insertando la producción en un ámbito creativo autónomo, un segundo paso intelectivo conduce a la identificación de las influencias sufridas por nuestro artista y de las fuentes figurativas de cada una de sus obras. 
Julius von Schlosser se trata de una de las figuras claves para la consolidación metódica de la Escuela de Viena a principios del siglo XX. Fue seguidor de Max Dvorak (historia del espíritu). Schlosser realiza una historiografía muy acorde a los pensamientos humanistas, basada en la investigación de las fuentes y el estudio de los originales. Sus escritos poseen un carácter muy literario que viene por la necesidad de la Historia del Arte, una ciencia aún no consolidada como tal de métodos utilizados en otras disciplinas. El método filológico del cual Schlosser es el mayor representante responde a una corriente Nietzscheana, por la que se estructura la Historia del Arte en base a la idea del genio que marcan las épocas artísticas. Esto se puede ver perfectamente en su monografía sobre Goya. 
El gran modelo de Schlosser se trata de Benedetto Croce, tanto que sigue la misma máxima “el lenguaje es más expresión que comunicación”. Aun con esto Schlosser se distancia totalmente de las biografías artísticas es decir del método vasariano, por su carácter mitológico de la vida de los genios. 
Según Julius von Schlosser, el inicio de la Historia del Arte debería situarse varios siglos más atrás. En su obra clásica sobre bibliografía artística, dedica las primeras páginas a los autores de la antigua Grecia. Aunque reconoce que sus escritos no encajan en la definición moderna de Historia del Arte, su relevancia desde diversas perspectivas es tal que resulta indispensable incluir a esos nombres griegos y latinos (como Jenócrates, Pasísteles, Plinio el Viejo, Pausanias y los Filóstratos) como importantes precursores en la Historia del Arte. 
Si consideramos que el conocimiento humano se desarrolla al compás de la historia de la humanidad, es lógico que la Historia como ciencia esté igualmente sujeta a esta dinámica. Por tanto, los métodos de la Historia y, por tanto, de la Historia del Arte, también deben evolucionar en consecuencia.
Schlosser estará de acuerdo y en desacuerdo con algunas teorías, como, por ejemplo:
•	La “Voluntad Artística”: para él, es un concepto difuso e impreciso, además de que describe a hombres demasiado oscuros y lúgubres como la personificación de esta. Esto para él es caer en un irracionalismo romántico. 
•	Enfoque personalista y biocéntrico (comienza en "Vidas", de Vasari y será respaldado por varios teóricos, como Benedetto Croce en su "Teoría de la Singularidad del lenguaje poético": habla de que la personalidad—intuición-expresión— del artista es la mayor pulsión a la hora de crear, despreciando toda vinculación a la técnica y el oficio. Schlosser estará de acuerdo con esta teoría.
Julius Von Schlosser se centró, sobre todo, en el estudio del arte del medievo con obras como "El Arte de la Edad Media". En dicha obra, intenta aunar una serie de características con el objetivo de realizar una especie de “gramática” que recoge las obras y los objetos de expresión de dicho periodo, lo que hoy en día consideraríamos un estilo artístico.
No sólo se va a limitar a las obras, sino que va a utilizar las fuentes históricas para elaborar un discurso adecuado a ese lenguaje artístico. Para Schlosser, existe un desarrollo paralelo entre dicho lenguaje artístico y un lenguaje puramente literario entendidos como un conjunto de particularidades, procesos y elementos semejantes, todo ello dentro de un contexto cultural y social más amplio. 
Para acabar de comprender el método filológico, es necesario ver lo que nos cuenta Enrique Lafuente Ferrari. Destaca la importancia de las diferentes direcciones tomadas por los filólogos, haciendo un estudio riguroso de los diferentes medios y dando valor a la depuración de los textos relacionándolos con los monumentos. 
Para él no se acababa el estudio de la obra con el análisis filológico, sino en la unión de todas estas comparando así la Historia del Arte con la literatura y la filosofía, pero siendo la Historia del Arte una materia de observación y estudio de los espacios. Dice que la mínima exigencia que hay sobre un historiador es la capacidad de analizar y clasificar entidades físicas. Además también nos explica en qué direcciones se orientó el método: la crítica a las fuentes literarias, la topografía monumental y la crítica del estilo. 
El método filológico ha permitido expandir el estudio de la Historia del Arte a regiones geográficas y cronológicas que antes no se consideraban, incluyendo culturas antiguas y civilizaciones no europeas. Además, ha sido esencial en la datación y catalogación de obras, proporcionando una base sólida para su valoración estética e histórica. Julius von Schlosser, en su obra la "Literatura artística", y Lionello Venturi, en "Historia de la Crítica de Arte", abordan en profundidad los problemas y desafíos de este método. En España, Marcelino Menéndez Pelayo destacó con su "Historia de las ideas estéticas"

## El método formalista

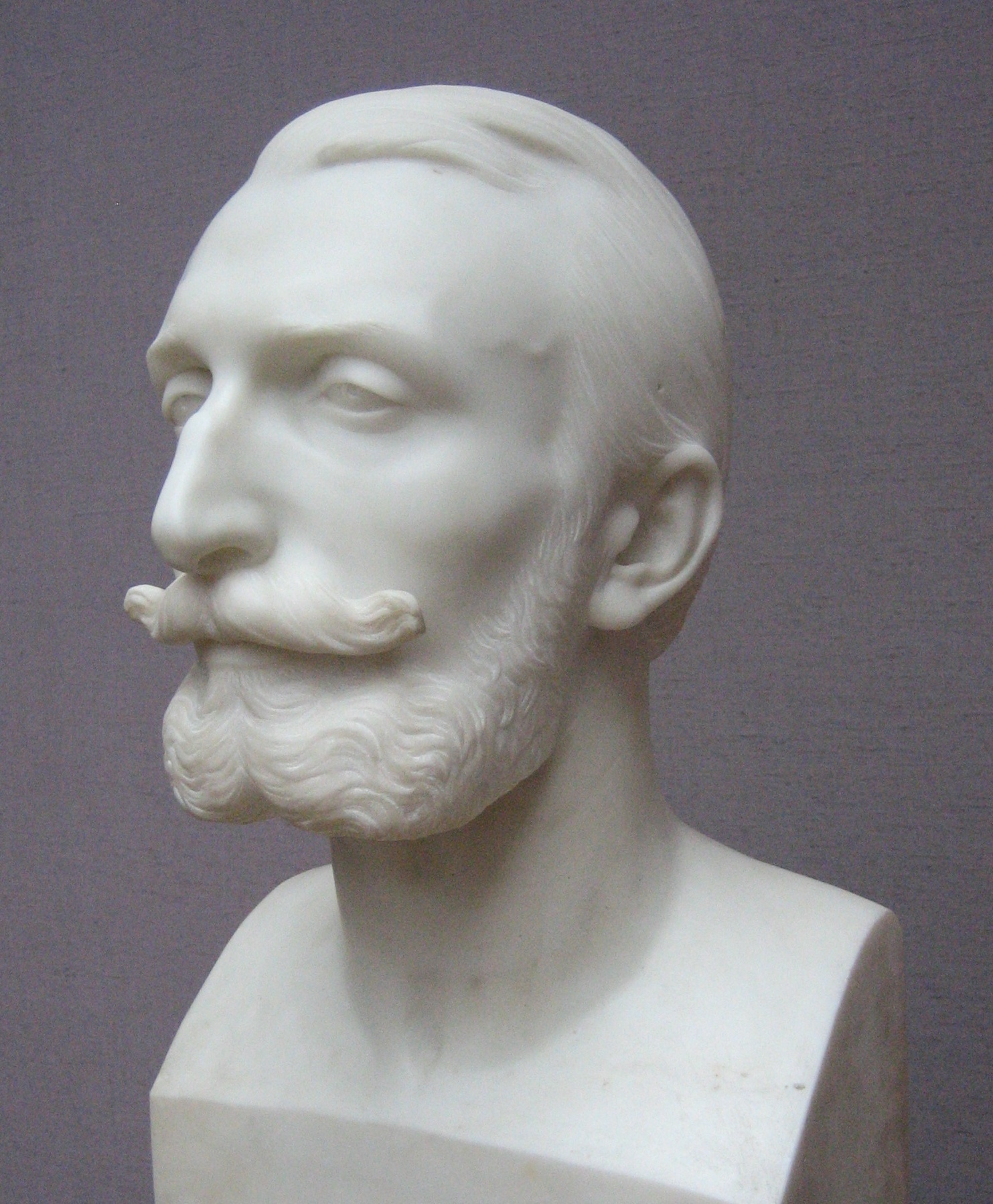
Konrad Fiedler, busto de Adolf von Hildebrand (1874-75).

Al encontrar un fundamento científico para la historia del arte, y convertirla en una verdadera ciencia del arte, en términos de evolución estilística autónoma, requirió a finales del siglo XIX que los historiadores de la forma emprendieran una doble tarea; por una parte, establecer unas nuevas categorías de análisis formal que permitieran mantener la idea de la autonomía; por otra, desarrollar un fundamento que posibilitara legítimamente tal evolución, al margen de los cambios de las sucesivas concepciones del mundo de las sociedades en las que ese arte había tenido lugar. Los esfuerzos interpretativos en este sentido de un importante conjunto de teóricos e historiadores han permitido agruparlos bajo el denominador de formalistas y definirlos, por sus estrechos vínculos personales, como una verdadera corriente de pensamiento de alto nivel intelectual.
El comienzo de esta corriente se encuentra en Konrad Fiedler (1841-1895) y el escultor Adolf von Hildebrand (1847-1921). En su teoría del purovisibilismo (Schriffen über der Kunst de 1896), que partía de la psicología de tradición neokantiana de Johann Friedrich Herbart (1776-1841).
Fiedler concibió la historia del arte como una historia de los conocimientos particulares que se obtenían de éste, en función de las especifidades formales de sus diversas disciplinas que justificaban su autonomía, no como expresión del espíritu de un tiempo ni como historia filológica; separó el mundo de la cognición artística del mundo fortuito de la naturaleza. Puso las bases de la teoría de la visión artística pura, de la existencia autónoma de una fenomenología de la forma; el arte tenía una sola función, aislar en la realidad el aspecto visible y ... llevarla a una expresión pura y autónoma. 
Hildebrand (Das Problem der Form in der bildenden Kunst de 1893), apoyándose en la nueva psicología de la percepción de su amigo Hermann von Helmholtz, aplicó al análisis de la escultura la teoría fiedleriana de las cualidades de los cuerpos y de su claridad formal, estudiando las relaciones que la forma mantiene con las apariencias y sus consecuencias en la representación artística; esta -como forma activa fijaría una forma visual a la forma real de la naturaleza y su validez dependería de su adecuado efecto (por su homogeneidad y unidad visuales) sobre el espectador; buscaba establecer unas leyes de la forma (basadas en la percepción del espacio y el relieve y en la representación de la superficie y la profundidad), cuya esencia radicaría tanto en la relación entre el espectador y la obra de arte como entre aquel y la naturaleza, al margen de la personalidad del artista individual y de la significación que no procediera de la propia forma visual pura.
Pero quizá ha de considerarse el verdadero padre del formalismo -malgré lui- al austríaco Alois Riegl (1858-1905), por la importancia que concedió al elemento formal en su primera obra Stilfragen. Grundlegungen zu einer Geschichte der Ornamentik de 1893. La obra de Riegl, construida como refutación del determinismo mecanicista (materialista, tecnicista y funcionalista) del arquitecto e historiador Gottfried Semper (1803- 1879), pretendía demostrar la existencia de un Kunstwollen (querer artístico, voluntad formal) incluso en algo tan aparentemente inintencional como las artes decorativas (Der Stil in den technischen und tektonischen Künste oder praktische Aesthetik de 1879); en su historia de la sucesión de sus estilos -geométrico, heráldico, vegetal y arabesco- y detrás de la forma, existía una voluntad artística que no podría ser, como humana e histórica, sino formas de visión, a la postre mental. Aunque la obra de arte era algo inerte y muerto si se la separaba del proceso espiritual de su creación, poniendo en relación las formas artísticas con los caracteres religiosos, sociales y científicos de la época e, incluso, con las ideas estéticas de su tiempo, Riegl confirió el protagonismo del cambio al Kunstwollen, de un pueblo, de una época, más que a los objetos en sí mismos, lo que invalidaba cualquier desarrollo unidireccional de carácter nomológico, pues la historia podía conducir a cualquier lado, aunque estas subdirecciones, conscientes de su finalidad, se condujeran de forma teleológica.
Además, abrió la senda de una historia del arte estudiada a través de conceptos fundamentales y como soluciones a problemas artísticos planteados sucesivamente por las obras previas, por lo que tenía que existir una mente humana colectiva —aún no consciente— que se planteara el encadenamiento problemático de las formas: 

Toda voluntad humana está dirigida... a formar pacíficamente sus relaciones con el mundo. La voluntad artística, referida a la imagen, regula las relaciones del hombre con respecto a la manifestación, sensorialmente perceptible, de las cosas. El carácter de la voluntad está comprendido en la correspondiente "cosmovisión”..., en aquello que se erige en norma frente a las mencionadas formas de expresión
Die spiitromische Kunstindustrie de 1901

## Hegel y el determinismo sociológico e ideológico
Con Hegel se abrió un nuevo campo de análisis e historización al que se opondrían los historiadores más tradicionalmente formalistas, que rechazarían el análisis de la belleza en el plano de las ideas, como una intelectualización abusiva de la estética y un menosprecio de las condiciones formales de la belleza; sin embargo, de Hegel partiría en buena medida una de las corrientes más importantes de la historia del Arte de la época contemporánea, que veía en las formas artísticas un portador de valores expresivos y simbólicos de ideas espirituales e intelectuales. Cuando Hegel escribía "el mundo de la voluntad no está entregado al acaso" y "la razón rige el mundo ... y, por lo tanto, la historia universal ha transcurrido racionalmente", estaba sustituyendo el determinismo del medio por la "determinación" de las voluntades de los hombres racionales.

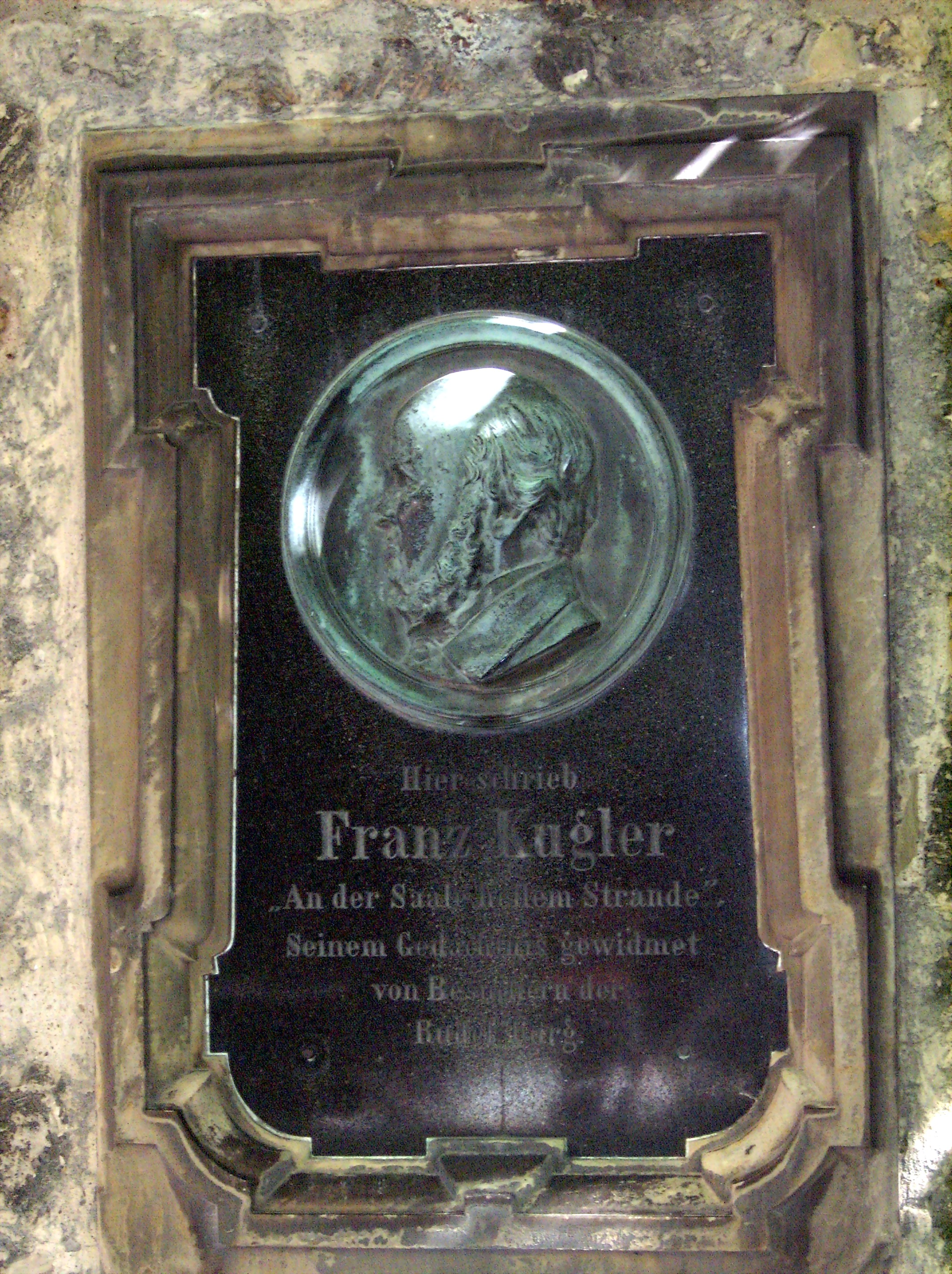
Castillo de Rudelsburg, Hohenburg, Saale, Alemania, placa conmemorativa de Franz Kugler, el poeta de "An der Saale hellem Strande"

Bajo la influencia hegeliana, el alemán Carl Schnaase produjo su Geschichte der bildenden Kunst de 1848-64, una historia del arte construida con afán de síntesis panorámica y de explicación universal de los fenómenos artísticos por medio de un método dialéctico, conjuntando experiencia y especulación, arte y cultura, reflexión y narración. Schnaase concebía al arte como una actividad central de los pueblos, en el que se manifestaban los sentimientos, pensamientos y costumbres de los pueblos, como documento esencial sobre la vida histórica de los mismos. Además, Schnaase adoptó una serie de términos de fecunda influencia posterior: el Volkgeist, como espíritu de los pueblos que se manifiesta principalmente en el arte; y el Zeitstimmung, o espíritu de la época o denominador común de los estilos temporales.
Franz Kugler en un libro ligeramente anterior Handbuch der Kunstgeschichte de 1842, había tentado asimismo de conciliar la postura formalista tradicional y la "idealista", pero el más conocido representante de esta tendencia sintética fue su discípulo Jacob Burckhardt (1818-1897), aunque inclinado más hacia al estudio de las formas y al análisis de las aportaciones de las individualidades artísticas originales que al de la influencia de las instituciones, la economía o la vida social, lo que para algunos disminuyó el valor de su Kulturgeschichte, de su historia de la cultura, como instrumento de análisis del arte. El historiador suizo consiguió, con su guía para los viajeros a Italia Der Cicerone de 1855 y, sobre todo, con su Die Kultur der Renaissance in Italien. Ein Versuch de 1860 dos textos básicos, que definirían durante un prolongado tiempo la interpretación del arte del Renacimiento en términos culturales y su cultura en términos artísticos; tratando en este último de temas como el estado como "obra de arte", el desarrollo del individuo y el resurgir de la Antigüedad clásica, el descubrimiento del mundo y el hombre, la religión y la moral, la sociedad y las fiestas de la época, estaba proponiendo una historia de las ideas como necesaria introducción contextualizadora del disfrute de las obras de arte, una concepto de arte que se ampliaba en el seno de un concepto de cultura que significaba libertad y que definía el fin del arte como cultural, aunque dejara para al estudio particularizado de cada caso la respuesta al problema central de si el cambio artístico se debía a la manifestación de la existencia un nuevo proyecto de carácter individual, social o a una combinación de ambos.

### La historia del arte como historia social

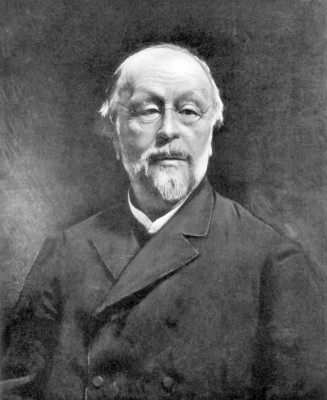
Léon Bonnat (m. 1922), retrato de de Hippolyte Taine, grabado en impresión de medios tonos

A la filosofía del idealismo vendría a añadirse la del positivismo que, basada en el pensamiento del francés Auguste Comte (1798-1857), representó una nueva orientación determinista de las ciencias sociales y la historia. Hippolyte Taine (1828-1892), en su Philosophie de l'art de 1865-1869, afirmó que para explicar un estilo artístico era necesario conocer el espíritu de las costumbres de la sociedad que las obras de ese estilo reflejaban; esta era la última explicación causal que determina la obra de arte: "Es preciso estudiar la temperatura moral para comprender la aparición de tal especie de arte... las producciones del espíritu humano, como las de la naturaleza viva, no se explican sino por el medio".
Hippolyte Taine quiso deducir de la historia de las escuelas de arte, en relación con el medio que las producía, una explicación -en cierto sentido sociológica- del arte, una estética histórica y adogmática, que no imponía preceptos sino que comprobaba leyes de carácter científico. Taine suprimió la teoría estética general e intemporal y se lanzó al determinismo del medio social, que sería la causa primera del arte.
Aunque tardara en influir sobre la práctica de la historia del arte, la interpretación marxista de primera época proporcionó nuevos instrumentos al determinismo del medio geográfico, material, social y económico; Karl Marx (1818-1883) y Friedrich Engels (1820-1895) ligaron la producción artística a los acontecimientos económicos y sociales de su momento y la explicó, en última instancia, a través de su inserción en las relaciones de producción concretas de cada situación histórica, en la trama de su infraestructura. El factor económico sería básico, pero no el único que explicara el arte, al formar parte de la superestructura ideológica -como cualquier hecho cultural- de una sociedad; la producción de imágenes, aun como emanaciones de un comportamiento material, aparecería condicionada por el desarrollo concreto y determinado de las fuerzas productivas; las representaciones de las ideas de la clase dominante serían las representaciones de las ideas dominantes de una época; la clase que ejercía el poder material en la sociedad era su poder espiritual dominante, que se expresaría en sus representaciones artísticas como consecuencia de la existencia de una ideología artística predominante; de esa forma, se darían condiciones para el desarrollo de la actividad artística y para la copresencia de sectores sociales representados por ella y otras clases alienadas en cuanto a su consumo y su compresión. La historia del arte se convertía así pues en un documento para la interpretación de las realidades históricas.

### La historia del arte como historia del espíritu
También al finalizar el siglo XIX y a comienzos del XX se produjo un nuevo cambio en la orientación metodológica y de finalidades de la historia del arte; algunas de las corrientes de la filosofía del momento enderezaron indirectamente su trayectoria, intentando delimitar las competencias de las ciencias naturales y las ciencias humanas o del espíritu, a las que difícilmente se les podía aplicar metodologías naturalistas pues se escapaban, por su naturaleza especial, histórica, a sus redes.
Wilhelm Dilthey sostenía que nada histórico era menospreciable para las ciencias del espíritu; el valor residiría en la historicidad, en el hecho de que las acciones y productos del hombre -entre ellos el arte- eran todos históricos; se abría un nuevo método, el histórico. Dilthey indicó en su Einleitung in die Geisteswissenschaften (Introducción a las ciencias del espíritu) de 1883, que el hombre trataba de indagar la vida misma, y que la experiencia de la vida era la propia y peculiar fuente de conocimiento que nutría los saberes humanos e históricos; por ello eran difícilmente aprehensibles por las ciencias, al ser complejas realidades irreductibles y que no podían descomponerse científicamente, sino ser tomadas en su integral unidad. El arte era una abstracción de hechos humanos artísticos que dependían de la voluntad, no tanto de causas como de motivos o fines; el conocimiento de lo humano se nos daba en la experiencia interna, en la vivencia. En la comprensión de las vivencias expresadas se hallaba la posibilidad de entender su sentido, referido a la vivencia original, y el arte constituía un conjunto de vivencias históricas objetivadas, expresadas, como manifestaciones de la vida, y sus obras eran fragmentos del mundo sensible producido o modelado por el hombre. 
La historia del arte será para el pensador alemán una hermenéutica de las expresiones artísticas, y el arte el espíritu humano objetivado. En esta línea se desarrolló también parte del pensamiento del español José Ortega y Gasset (1883-1955), aunque su influencia no se haya hecho notar excesivamente entre los historiadores del arte, ni siquiera entre los españoles, si exceptuamos Enrique Lafuente Ferrari (1898-1985) y Fernando Chueca Goitia (1911). Sus ideas sobre la historia, aunque menos dispersas que las que tratan de arte, pueden encontrarse en sus obras La filosofía de la historia de Hegel y la historiología, de 1928, e Historia como sistema, de 1935. Para Ortega la historia necesita, para poder ser entendida, de un esquema a priori que sirva para ordenar los datos; la historia es variación que se realiza sobre constantes, que son la estructura radical a priori de la realidad histórica y cuya confirmación se encontrará en la investigación del pormenor de los hechos. La historia debe construirse racionalmente, pero la razón de la historia estará determinada por la peculiar realidad sobre la que debe operar; si razón es toda acción intelectual que nos pone en contacto con la realidad, la razón lógica no nos pondrá directamente -o correctamente- en contacto con la historia; será necesario otro tipo de razón para captar la vida humana como realidad radical, la historia como realidad cambiante y temporal al ser humana: la razón vital, la vida como forma de intelección. 

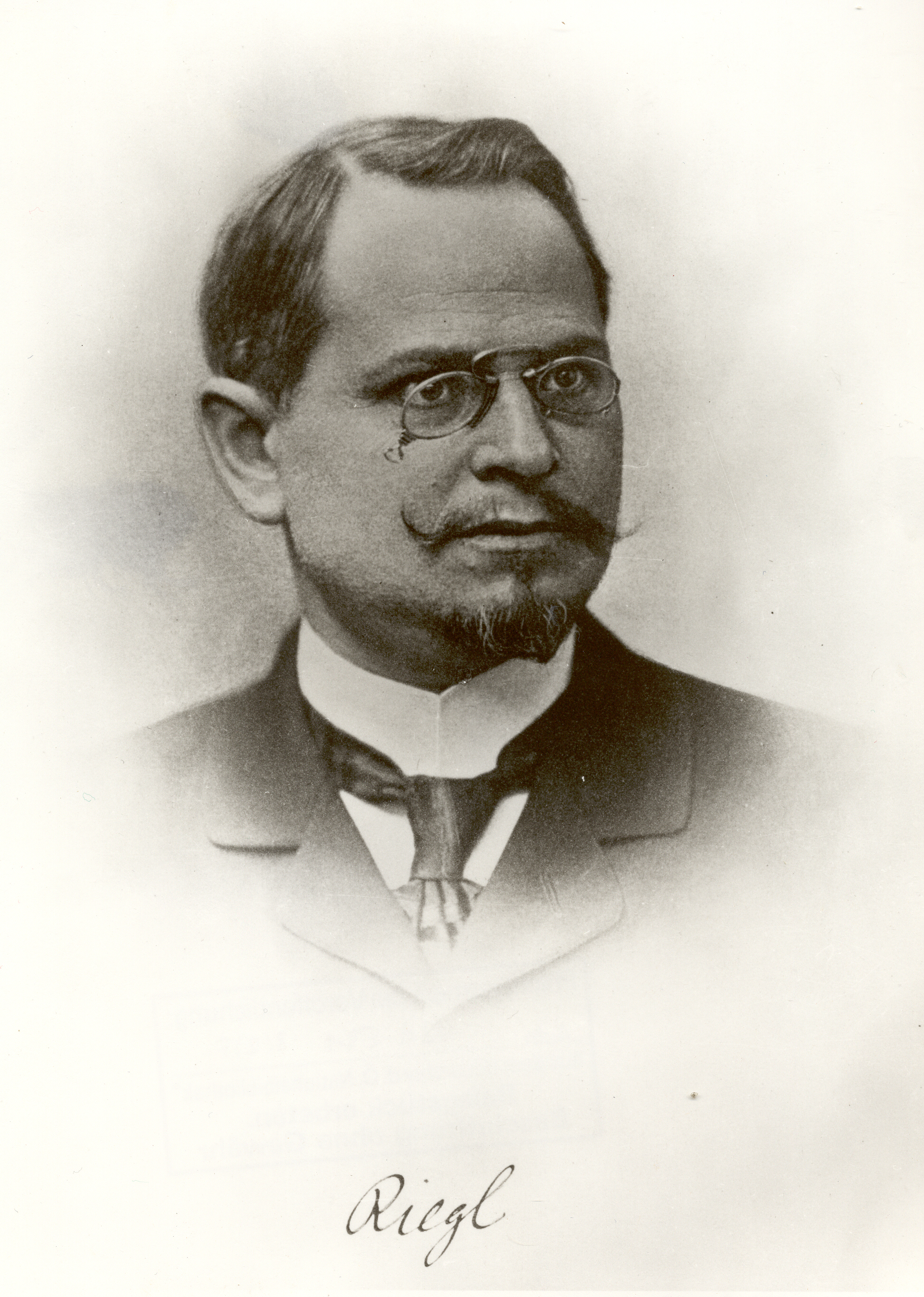
Fotografía de Alois Riegl (ha. 1890).

La vida misma al poner las cosas en perspectiva, al insertarlas en su contexto y hacerlas funcionar en él, es la que las hace inteligibles. Una realidad humana solo resultará inteligible desde la vida en la que está radicada; pero al ser la vida humana histórica, la historia es uno de sus componentes esenciales, pues la vida es humana porque es con su pasado, con su historia; por ello, la razón vital es razón histórica. Para Ortega la historia es cambio porque cambia el mundo del hombre y el mundo está basado en una textura de ideas, vigencias (usos) y creencias (convicciones). El arte, como parte de la vida humana, cambiará y tendrá que ser entendido en este cambio, según se modifiquen las vigencias, creencias e ideas de una época, tanto las generales como las que atañan particularmente al mundo artístico. Y habrá que entenderlo tanto en sus cómo como en sus para qué se hace arte, en sus fines precisos en el marco de la vida de los hombres.
En relación con algunas de estas ideas puede ponerse otra corriente de la historia del arte, la que se ha dado en llamar espiritualista, que parte de uno de los discípulos de Alois Riegl, el austríaco de ascendencia checa Max Dvorak (1874-1921), quien con aquel, con Franz Wickhoff (1853-1909) y su propio discípulo Karl Maria Swoboda (1889-1977) constituyeron la primera escuela de historia del arte de Viena.
Max Dvorak, que unió a los puntos de partida formales de su maestro la interpretación burckhardtiana del arte como reflejo de la historia de la cultura, de una Weltanschauung espiritual, pretendía una renovación tras el pesimismo del desastre de la 1 Guerra Mundial (momento de la publicación de los "conceptos" de Wolfflin), invocando una nueva época, espiritual y antimaterialista sobre una civilización que consideraba dominada por las ciencias naturales, el pensamiento materialista, la creencia en la causalidad y el progreso técnico, "de ojos y cerebro más que de corazón". Dvorak yuxtapuso, en su Kunstgeschichte als Geistesgeschichte, de 1924, la historia del arte a la historia del espíritu, a la historia de las ideas y, más que como reflejo de esta, como su ilustración; consideró fundamental la existencia de relaciones entre la historia de la filosofía, del pensamiento, la religión y las formas artísticas, aunque "en abstracto", desde el exterior de esas formas, como series paralelas de documentos de una civilización concreta organizada en columnas. 
Faltaría, para algunos, la mediación psicológica del artista que hacía que las formas, dogmas y sistemas, reducidos a un estado de "gusto", se transformaran en obras de arte. Pero sobre todo, sería la falta de análisis de las formas, incluso para otros de juicio estético, la causa de esa carencia de fusión entre todos los elementos de la historia, con la que sin embargo se negaba la autonomía del arte de los formalistas. 
Aunque ligado a las teorías de la pura visualidad, no dejó de tener puntos de contacto con los espiritualistas el alemán Wilhelm Worringer y su teoría de la simpatía o empatía simbólica propuesta en su Abstraktion und Einfühlung. Ein Beitrag zur Stilpsychologie de 1908; para él, el contenido de la obra del arte estaba, más que en el tema, en el mismo artista y su vida espiritual; la obra de arte sería la expresión de los símbolos del sentimiento espiritual de su creador (véase su tipología individual/social en sus Formprobleme der Gotik de 1927) a través de formas empáticas, fuerzas motrices y expresiones de la objetivación de una Weltanschauung y un Volkgeist.

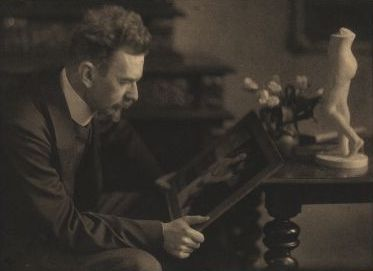
Rudolf Dührkoop (Fot.) Fotografía de Heinrich Wölfflin (ha. 1910) contemplando un cuadro.

El asimismo austríaco Hans Sedlmayr (1896-197/8), en su también titulada Kunstgeschichte als Geistesgeschichte de 1949 y su Kunst und Warheit de 1958, ha ido todavía más allá, intentando -con Otto Pächt- redefinir una «joven escuela de Viena»: La historia de todas las artes se escribe como la historia de los conjuntos de obras artísticas originariamente unidos por un vínculo sagrado, de sus nacimientos, de sus florecimientos, de sus progresivas disoluciones y transformaciones y finalmente de la secularización de sus herencias; el factor decisivo y dominante del arte no debía buscarse en la condición corporal anímica de determinados grupos humanos biológicamente limitados, ni en sus formas de agrupación, sino en los hechos del mundo espiritual, determinado, a su vez de la más concreta y profunda manera, por su relación con el espíritu absoluto, por la relación con la divinidad; a pesar de su condescendencia con respecto al nazismo, la historia del arte devendría para Hans Sedlmayr una historia de la religión, una historia del culto, en la que para explicar, por ejemplo, la catedral gótica, sería necesario investigar la historia de la liturgia y la de la mística de la luz más que el pensamiento medieval; incluso podría convertirse en suposiciones más radicalizadas en una teología del arte.
A pesar de las posiciones extremadas a las que hubieran podido llegar algunos de los más conspicuos y temprano s representantes de esta amplia y variada corriente, es indudable la huella que dejaron sus nuevas ideas sobre las relaciones entre la realidad artística y las diversas manifestaciones culturales de su entorno -filosóficas, políticas, ideológicas, religiosas, cultuales, etc.- así como con la estructura, organización e intereses de la sociedad de la que surgían los artistas y clientes y para la que se producía ese arte, aunque sus grupos de destinatarios pudieran ser definidos con mayor precisión de la que proporcionaría una clasificación reductiva en meros términos de clase. Y otra de sus aportaciones, más allá de la negación del carácter autónomo del arte, sería la de la relativización de las propuestas teleológicas de la historia general del arte, al requerirse el análisis puntual de las ideas de todo tipo y de las condiciones sociales de cada coyuntura histórica. Muchos de los desarrollos metodológicos posteriores de este siglo han partido de las ideas de este grupo contextualista, para impulsarlas por diversas sendas, y de su combinación con los instrumentos analíticos de los otros métodos nacidos durante esta época dorada de la teoría artística.

## El método iconográfico

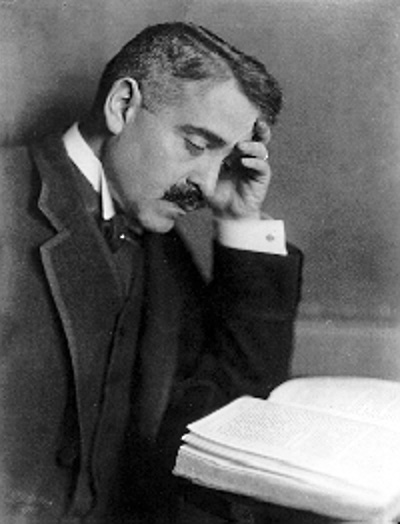
Aby Warburg.

En 1912, en una conferencia -sobre los frescos del Palazzo Schifanoia de Ferrara- pronunciada en el Congreso Internacional de Historia del Arte de Roma, Aby Warburg (1866-1929) rescató para la historiografía del arte moderna el término iconología, tomándola del título del libro que Cesare Ripa había editado en la misma ciudad, en 1593, dedicado a las representaciones simbólicas de los conceptos más característicos de la cultura alegórica del Renacimiento.
Con ello, de las tendencias historiográficas del arte, Warburg bautizó una que ha tenido grandes repercusiones en el curso del siglo XX, convirtiéndola prácticamente en una ciencia auxiliar, y cerró el breve periodo decimonónico que había comenzado a interesarse por la iconografía. La iconografía se centraba –como ha precisado Jan Bialostocki- en el estudio descriptivo y clasificatorio de las imágenes con la finalidad de entender el significado directo o indirecto del tema presentado.
Un ejemplo de ello puede ser una Anunciación de la Virgen María; ya a mediados del siglo XIX había despertado suficiente interés como para que se hubieran publicado un buen número de diccionarios y de enciclopedias dedicadas a la descripción, identificación y clasificación de un conjunto plural de temas narrativos de personificaciones simbólicas de conceptos y alegorías en las que éstas habían ocupado el lugar de protagonistas de una historia en vez de los seres míticos, históricos o testamentarios.
La iconografía surgía en contraste con la tradición de la pura crítica formal y se convertía en una ciencia que permitía objetivamente unas nuevas taxonomías (como la serie iconográfica de las Anunciaciones) y tipologías (por ejemplo el Ecce Homo frente al Cristo varón de dolores) de las obras de arte, en las que se producía una continua variación temporal.
La iconografía, por lo tanto, requería como fundamento básico la identificación de unas fuentes de información o textos a los que la imagen servía de ilustración.
A comienzos del siglo XX, no obstante, algunos historiadores alemanes de tradición hegeliana y que buscaban establecer los lazos entre el arte y la cultura de un periodo, se esforzaron por separarse tanto de los estudiosos del estilo, en términos diacrónicos, como de la taxonomía de los iconógrafos, volcándose hacia la explicación y la interpretación del fenómeno de los cambios iconográficos en el marco de las situaciones históricas en las que se habían producido.
Esta línea fue continuada por Erwin Panofsky (1892-1968), cuyo pensamiento parte en buena medida de la contemporánea filosofía de las formas simbólicas de Ernst Cassirer (1874-1945), producidas por un hombre no solo racional sino también simbólico, que se mueve tanto en un mundo físico como en un universo simbólico a través del que conoce e interpreta la realidad: las formas simbólicas serían aquellas que hacían que particulares contenidos espirituales se unieran a signos concretos y se identificaran íntimamente con estos. Nada era plenamente comprensible al margen de la asunción de la existencia de unas formas simbólicas del espacio, del tiempo, y de unas formales simbólicas culturales del lenguaje, del mito y la religión, del arte, la ciencia y la historia.
El arte sería la esfera de la experiencia simbólica en términos no estrictamente lingüísticos, en una línea de pensamiento próximo al de José Ortega y Gasset, quien se preguntaba en 1914  qué significaría un idioma, un sistema de signos expresivos, cuya función no consistiera en narrarnos las cosas sino en presentárnosla como ejecutándose; sería precisamente el arte este sistema de signos expresivos: 

"... ser imagen equivale justa mente a no ser lo imaginado. Imagen, concepto, etc., son siempre imagen-concepto de ... yeso de quien son imagen constituye el verdadero ser; ...la obra de arte nos agrada con ese peculiar goce que llamamos estético por parecernos que nos hace patente la intimidad de las cosas, su realidad ejecutiva..."

Además de estos intelectuales masculinos existieron teóricas que desarrollaron una importante labor en el Instituto de Warburg que han sido invisibilizadas. Algunas de ellas son las siguientes: 
Frances Amelia Yates: 
Fue una conocida docente del  Instituto Warburg, sin embargo tuvo que enfrentar a lo largo de su vida numerosas dificultades como la desigualdad de género que trajo consigo un reconocimiento tardío, de hecho, Ernst Gombrich la llamará “la historiadora de esperanzas y no de acontecimientos”. Todo esto sumado a graves problemas financieros, una notable falta de apoyo institucional y duras críticas académicas por sus controvertidos enfoques han hecho que cayera en el olvido.
Frances se incorporó a la Biblioteca de Londres entre los años 20 y 30 cuando comenzaría a dedicarse a la docencia en North London Collegiate y a asociarse al Instituto de Wartburg.  Para Gombrich Yates «siempre fue lectora de fuentes primarias, no secundarias; [...] había llegado a entender la mentalidad de las eras pasadas de manera más directa que la mayor parte de nosotros». Es por eso que fue contratada finalmente en 1941 por Fritz Saxl, que la nombró editora del Instituto a tiempo parcial de forma mal remunerada. Con el paso del tiempo también accedería a cargos superiores, dando clases sobre Renacimiento en el Instituto de Warburg. 
Dora Mosse:  
Va a ser una de las teóricas menos conocidas al haber quedado ensombrecida por su marido, Edwin Panofsky de quien se enamoró en un seminario de Goldschmidt. Dora nació en 1885 en Berlín en el seno de una familia acomodada por lo que pudo recibir una educación humanística de elevada calidad. 
Fue aceptada en la Biblioteca de Warburg, ya que parecía un buen lugar para una mujer académica, sin embargo, va a ser rechazada de manera temprana ya que se mostraron insatisfechos con su trabajo. Pese a que fue excluida de muchos sitios por ser mujer, sus ideas se dieron a conocer. Algunos estudiosos dicen que colaboró con su marido en sus principales obras; Dora reunía el material de investigación y Panofsky lo ponía en orden dando lugar a obras tan relevantes para la iconografía como “Pandora Box: The Changing Aspect of a Mythical Symbol" (1956).
Gertrud Bing:
Entró en contacto con el KWB casi en sus inicios, cuando estaba pasando de ser la biblioteca privada de Warburg a una institución pública centrada en la investigación centrada en el estudio de la “vida después de la muerte” en el arte del Renacimiento. Su labor en el Instituto de Warburg se puede dividir en tres puntos: 
- Labores de organización: En 1922 Bing pasó a ser bibliotecaria encargándose de catalogar los veinte a veinticinco mil volúmenes de la biblioteca, que se guardaban en la casa de la familia Warburg. Fue entonces cuando Gertrud, junto a su compañero Fritz Saxl, sentó las bases de la sofisticada organización temática de las bibliotecas del Instituto Warburg.
- Apoyo psicológico: Gertrude siempre fue la figura de apoyo para Warburg logrando controlar los impulsos de este, que tenía en ocasiones una personalidad compleja. Por esta afinidad que existía entre ambos en 1928 y 1929 realizaron un viaje hacia Italia donde se empaparon de toda la obra Renacentista y Clásica de la región; gracias a este viaje se llevó a cabo el proyecto del “Atlas Mnemosyne”.
- Liderazgo: En 1933 con la llegada de los nazis a Alemania la biblioteca se trasladó a Londres, donde trató de seguir con el legado de Warburg junto a Saxl, actuando como coodirectora entre 1933 y 1944. Finalmente en 1955 Gertrud asumió la dirección completa del centro retirándose de su cargo en 1957 con 67 años.[36][37]

En definitiva, pese a haber quedado en un segundo plano haciendo tareas consideradas “femeninas” como era la catalogación, todas fueron grandes intelectuales que tuvieron aportaciones muy significativas. 

## Sociología del arte e historia social del arte
La sociología del arte y la historia social del arte son métodos de estudio artístico complementarios, pero no iguales, en cuanto a que se han desarrollado de manera independiente a partir de los mismos principios.
Sociología  del  arte
La sociología del arte surgió en el siglo XIX, pero tuvo su mayor influencia durante el siglo XX, tratando temas como la función del arte, su papel en la sociedad capitalista o las responsabilidades del artista, entre otros.  Fundamentada en los escritos sobre arte y literatura de Marx y Engels, este método defiende la necesidad del arte de reflejar fielmente la historia—lo que ellos entendían por historia, las relaciones de producción y la lucha de clases—independientemente de su autor y la ideología que éste pueda tener. Así, el arte de cada época sería la representación artística de su realidad histórica general Sus principales representantes son Arnold Hauser y Friedrich Antal.
- Friedrich Antal (1887-1954) fue un teórico húngaro de ideología marxista, que estudió en varios de los más importantes centros europeos, destacando su estancia en Florencia.[39] Publicó en 1948 una de las obras más destacadas de esta metodología, La pintura florentina y su ambiente social, con marcada influencia del formalismo de Dvôrak, en la que pretende comprender el proceso artístico en su totalidad.[40] Para ello, descompuso los factores que lo forman, concluyendo que las obras de arte no deben aislarse de su contexto histórico, sino que deben relacionarse a éste porque nos permite comprenderlas, siendo las diferencias estilísticas resultado del conflicto de clases: varios estilos podrían existir al mismo tiempo, ya que cada uno de ellos respondería a las necesidades de una de las clases que formen la sociedad de ese momento. También enfatizó el uso de gran cantidad de fuentes para conocer el lugar del artista en su sociedad.[41]
- Arnold Hauser (1892-1978), también marxista de origen húngaro, se formó en Alemania con similares influencias de la Escuela de Viena.[39] Su obra Historia social de la literatura y el arte, publicada en 1951, fue referencial en el método sociológico durante décadas. En ella, afirma que cada estilo está asociado a una sociedad concreta, y que está determinado por los factores socioeconómicos de ésta, negando la posibilidad de la existencia de un arte autónomo que defendían los formalistas. Sin embargo, su teoría encontró muchas críticas que le hicieron suavizar su postura en su siguiente obra, Sociología del Arte, de 1970, aunque no consiguió evitar la caída en desgracia de sus postulados[40]

Pero, debido a la rápida evolución artística que se produjo a principios del siglo XX, surgió una nueva vertiente basada en estos mismo postulados: la historia social del arte. En ella, nuevos teóricos plantearían métodos innovadores que encajasen con el recién surgido arte de las vanguardias. Por ello, les resultaría insuficiente la idea de que el arte es tan sólo un reflejo de la sociedad, argumentando que éste también contribuye a la creación de su contexto, todo ello, aún, bajo unas —nuevas— relaciones de producción. Sus principales figuras fueron Pierre Francastel, Michael  Baxandall  y Svetlana Alpers, además de continuadores como Timothy J. Clark o Michael Camille.
Historia social del arte
El cambio de la sociología del arte a la historia social del arte se da sobre todo gracias al autor Pierre Francastel, aunque hay varios autores que participan de esta metodología.
- Pierre Francastel (1900-1970), comenzó esta transición y empezó a aplicar este nuevo enfoque a otros conceptos provenientes de metodologías previas como el estructuralismo o la semiótica. Básicamente, el autor comenzó criticando a Friedrich Antal y Arnold Hauser, diciendo de ellos que “no habían puesto suficiente atención a la obra en sí misma”,[40] y por ello, comenzó a aplicar un nuevo enfoque en el que empezó a partir de la obra de arte para a través de ella estudiar también la sociedad donde se sitúa. Para él, el arte es más que un agente pasivo de la historia y de la sociedad, sino que también la retroalimenta y contribuye a la creación de los valores y el conocimiento de una época. Por lo tanto, para él, la misión del historiador del arte consistiría en estudiar las obras de arte para a partir de ellas reconstruir los sistemas figurativos característicos de un lugar y de un tiempo determinado. Es por eso por lo que afirma que el signo artístico es de otra naturaleza que otros tipos de signo, como el verbal, y por eso él decide centrarse en las peculiaridades del signo artístico.[42] Algunas  de  las  obras  más  importantes  donde  expone  estas  ideas  son  Pintura y sociedad (1951) y Sociología del arte (1970).
- Michael Baxandall (1900-1970), quien abre el camino hacia otras cuestiones similares como las relaciones establecidas entre el artista y sus clientes, centrándose también en el “público artístico integrándolos en el marco de la vida y de la cultura cotidiana”.[43]  Además,  Baxandall   hace   otra   aportación   de   gran  relevancia:  la introducción del término “ojo de la época” (period eye), que será el predecesor de lo que posteriormente serán los Estudios visuales. El ojo de la época consiste en entender cómo era la realidad visual de las personas en una época, como se procesa la información visual, demostrando, por ejemplo, que pintores y mecenas compartían habilidades visuales y podían tener una cultura visual parecida, partiendo de habilidades innatas y otras basadas en la experiencia.[44]
- Svetlana Alpers (1936-) estudió, interesada las consecuencias de la experiencia y del entorno en la mentalidad, tanto del artista como de su público, por lo que se mantuvo en ese sentido cercano a la idea de Baxandall, y de hecho juntos escribirán Tiepolo and the Pictorial Intelligence (1944), afirmando de la representación figurada que puede apoyarse en un orden social.[45] Todas estas ideas las aplicará en diferentes aspectos e ideas a través de sus obras, especialmente: El arte de describir. El arte holandés en el siglo XVII (1986) comparando el carácter descriptivo y el narrativo de la pintura italiana y la holandesa, y El taller de Rembrandt. La libertad, la pintura y el dinero (1988), donde estudia su taller y su forma de producción.[46]

De manera posterior, hay nuevos historiadores del arte que han seguido esa misma dirección en torno a los vínculos entre el arte y la sociedad, nuevos autores como Timothy J. Clark y Michael Camille. El primero se centra en el análisis de la pintura moderna para descubrir los vínculos entre arte y político en esta época, especialmente en el panorama francés, como hace a través de la figura de Courbet en The absolute Bourgeois. Artist and Politics in France, 1848-1851 (1973). Por su parte, Michael Camille tiene igualmente un enfoque social, que aplica de manera especial a la época gótica, señalando la función activa de la imagen como creadora de significados y valores en un contexto, como por ejemplo hace en El ídolo gótico: ideología y creación e imágenes en el arte medieval (1989).
En definitiva, a lo largo del siglo XX hay un giro por el cual se complementan los estudios que partían únicamente de la sociedad, con otros que parten del arte para estudiar el contexto social. Como resulta lógico, esta metodología social resulta perfectamente compatible con muchos otros métodos de la historia del arte, y, de hecho, mantiene estrechos vínculos con algunos como los Estudios Visuales (en los cuales Svetlana Alpers tiene un papel importante), con el enfoque de género y con los estudios culturales y postcoloniales.
Véase también: Antropología del arte

## El método psicológico
El psicoanálisis y el arte
La historia del arte y la psicología comparten algunos objetivos -el estudio de la creatividad en sus productos o procesos y objetos -imágenes artísticas o imaginarias y oníricas-, incluso a veces el método histórico si esta se plantea el problema de la evolución del individuo. En épocas muy recientes -aunque se hayan proyectado hacia el pasado como en el caso de la pintura del Bosco- de Goya a Füssli, de los simbolistas a los dadaístas, de los surrealistas a los expresionistas abstractos, algunos artistas han tratado de diversas maneras reflejar sus estados de ánimo y sus sueños más que el mundo exterior. No obstante, fue a partir del descubrimiento del psicoanálisis por parte del austríaco Sigmund Freud (1856-1939) el momento en que la historia del arte se planteó una aproximación psicoanalítica y plural en cuanto a sus intereses, aunque el primordial fuera el desvelamiento de las razones más profundas del comportamiento artístico de algunos creadores -aparentemente neuróticos o reconocidos perturbados- que parecían escapar a la lógica, y cuyas vidas y obras podrían quizá revelar significados hasta entonces escondidos, al estudiarlas a la luz de la dinámica de los conflictos internos de sus personalidades.
La senda fue abierta en 1910 por el propio Freud, con su ensayo Eine Kindheitserinnerung des Leonardo da Vinci, en el que se analizaba, a partir de uno de sus recuerdos infantiles (un buitre se le habría acercado a la cuna, le habría abierto la boca y golpeado con su cola en los labios) y algún error producido por el subconsciente, los instintos inconscientes del artista (en el marco de un temperamento edípico y narcisista), sus relaciones con su familia y sus principales obras, como reflejos y sublimación de una sexualidad infantil reconducida por la senda de una homosexualidad ideal. Aunque sus conclusiones hayan sido repetidamente criticadas -en función de su desinterés hacia la historia y la situación social y cultural de la época- o defendidas, la práctica de los estudios psicobiográficos de los artistas, al menos a partir de los siglos XV-XVI no ha dejado, aunque muchas veces marginalmente, de cultivarse.
La psicología del arte tiende también al análisis de los contenidos psíquicos de la obra artística. El arte se considerará como expresión formalizada de manera simbólica de un inconsciente ~ humano que puede ser tanto colectivo, de clase, de grupo o estrictamente individual. A partir del sistema psicoanalítico de
Freud y del sistema de arquetipos o símbolos del inconsciente colectivo del suizo Carl Gustav Jung (1875-1961), la psicología del arte estudia las imágenes tanto en función de los condicionamientos y propósitos determinantes de la labor del artista, como en función de la configuración y transmisión-recepción por parte del espectador, de contenidos propios del inconsciente individual o colectivo.
La psicología del arte puede ayudar a comprender la naturaleza del impulso creador (como sublimación de los instintos, como actitud narcisista, etc.) y el carácter autobiográfico de la obra de arte en los niveles que pueden ser exclusivamente inconscientes; pero deja sin tocar muchos otros niveles y problemas que pertenecen al complejo micromundo de la obra de arte y prescinde, en buena medida, del carácter histórico del arte y el artista (quizá asumiendo de forma anacronística como universales motivaciones que habría que constatar históricamente), o de la irreductibilidad de cualquier producto individual o colectivo a términos puramente psíquicos.       En los últimos años, inspirada por la fenomenología de la percepción del filósofo Maurice Merleau-Ponty (1908-1961) y, sobre todo, por las obras de los franceses Jean-Paul Sartre (19051980) y del psiquiatra Jacques Lacan (1901-1981), la historiografía ha concedido especial importancia al concepto de le regard, de la "mirada", relacionada con el deseo y la ubicuidad del "ojo maligno", y a las relaciones entre la mirada y la gestualidad como movimiento.
Además, con el modelo del nuevo orden de imágenes representado por la fotografía y el cine, la investigación ha vuelto sus ojos hacia el problema de los efectos de la espacialidad y la temporalidad en la construcción representativa (a través de los signos del trabajo corporal, normalmente encubiertos) de las imágenes artísticas y en la "mirada", como vehículo no inocente -no exclusivamente óptico- de las transacciones entre el yo y el mundo, entre la mirada del yo y la del "Otro", así como en el "vistazo", como mirada furtiva que esconde su propia existencia y es capaz de transmitir mensajes oficiosos.
Frente a la noción del arte como campo de la pureza perceptual —intemporal, universal, secuestrada del dominio de lo social— se ha insistido en que el campo visual en el que habitamos está repleto de significados y no solo de formas, permeado por discursos verbales y visuales, por signos socialmente construidos, y en la existencia de unas "políticas" de la visión. Ello ha comportado una nueva conciencia de la presencia del espectador, y de sus diversos modos de visión, en el intercambio visual con las imágenes, y en la definición, en éstas, no solo de unos tipos de miradas internas, sino de ciertas clases de mirada por parte de aquel, contribuyendo a la construcción de unas culturas específicas de la visualidad y, como corolario, de la recepción psicológica de las imágenes por parte de la múltiple diversidad de sus receptores. Sigmund Freud (1856-1939), psiquiatra austríaco, padre del psicoanálisis e interesado por la historia del arte, cuya influencia se ha dejado sentir en muy diversas metodologías historiográficas.
Otro ámbito por el que han discurrido los efectos de los estudios psicológicos es el del análisis de la percepción visual y su influencia en la representación artística. Han surgido, las aplicaciones derivadas de los estudios sobre la psicología de la percepción, basados sobre todo en la aportaciones de la psicología de la Gestalt (forma, formatividad, estructura), nacida en 1912 con los trabajos convergentes de Wolfgang Kahler (1887-1967), Max Wertheimer (1880-1945) y Kurt Koffka (1886-1941), y derivada del pensamiento sobre la empatía de la forma (Einfühlung) y las cualidades de los conjuntos formales (Gestaltqualitat) del alemán Theodor Lipps (1851-1914) y el austríaco Conde Christian von Ehrenfels (1859-1932).
En este campo se tiende al análisis de los movimientos psicológicos y los componentes del proceso visual que participan tanto en la creación como en la percepción de la obra de arte, con lo que se llegarían a resolver algunos de los problemas planteados por las mecanizaciones del pensamiento del autor y del espectador. Rudolf Arnheim, por ejemplo, propone partir del axioma o ley básica de la percepción visual: todo esquema estimulador tiende a ser visto de una manera tal que la estructura resultante sea tan sencilla como lo permitan las condiciones dadas; esto lleva a la propuesta de una serie de categorías analíticas (equilibrio, configuración, forma, desarrollo, espacio, luz, color, movimiento, tensión, jerarquía, etc.) que permiten aproximarse de manera articulada a la obra de arte. Pero será en última instancia el espíritu el elemento configurador de la realidad mediante la organización de unas formas específicas a través de unas leyes estrictas que parten de la experimentación de la visión de la forma. Ello se basa en el paralelismo estructural que existe -como un isomorfismo- entre las formas fisiológicas de la percepción.
Al lado del estudio de los efectos empáticos de las formas -campo sobre todo desarrollado en la investigación sobre arquitectura- y de la estructura psíquica de la percepción y por lo tanto de la creación artística, otros historiadores, como el angloaustríaco Ernst H. Gombrich (1909), a partir de su Art and Illusion de 1960, han avanzado por la senda de la interrelación entre la percepción y la construcción histórica de la diversidad de las imágenes, desde las más esquemáticas -que facilitarían el reconocimiento a través de una memoria "esquemática"- a las más complejas, naturalistas en términos ilusionistas, históricamente datadas; una categoría que no puede identificarse sin más con la del trompe-l'oeil o los trampantojos engañadores, cuya producción de placer radica en la collusion, en la conciencia de haber sido engañado -tomando la representación por realidad- y haber superado la ilusión. Aquellas conllevarían por parte del espectador una pérdida de la conciencia de su carácter. Portada de Art and Illusion de 1960, una de las obras del historiador y teórico austro-inglés Sir Ernst H. Gombrich (1909), defensor de la aplicación de la psicología de la representación en la historia del arte y bête noire de los historiadores semiológicos «antiperceptualistas», y uno de los que han tenido mayor influencia en la actual Historia del Arte. construido" y «ficticio» -a causa de la imposibilidad perceptiva de «ver» al mismo tiempo la superficie como su soporte y la representación que la niega- y las contemplaría como sucedáneos de sus referentes reales, como un testigo ocular de lo acontecido.
La ilusión no solo se debe al "naturalismo" de la representación -que depende del tratamiento del cómo de una imagen y no del qué informativo que nos transmite- ni al registro de unas impresiones visuales, sino también al espectador, cargado de experiencia visual y no visual y dotado de un carácter proyectivo, y por lo tanto de sus expectativas a las que se podrá dar satisfacción. Al ser necesario un aprendizaje (sobre la pauta del ensayo y el error) tanto perceptual como creativo, la representación y la percepción serán algo tanto aprendido como convencional, no solo natural; por ello sería posible hablar de una historia de la percepción y de una historia del arte, cuyas imágenes (siempre significantes) no son reflejos especulares de la realidad ni dependen exclusivamente de las imágenes mentales del mundo externo o de su simple copia mimética.
El arte, o la suma de las obras de arte, sería un sistema de relacionarse entre los humanos, en el que se podría historiar la personalidad y los procesos creativos (en el ámbito del mecanismo básico del making and matching, del hacer sobre lo aprendido y comparar con la realidad) de los artistas de determinadas culturas, y las respuestas del espectador en términos psicológicos, que negarían la existencia de una mirada inocente, ingenua, exclusivamente óptica, derivada de una "antropología biológica" que separara tajantemente las esferas de lo natural y lo cultural. Aunque, como hemos visto, algunas de las propuestas de Gombrich han sido presentadas como reductivas -casi confundiendo su concepción de un arte ilusionístico con una visión excluyente de otros tipos, e identificando como propuestas universales unas interpretaciones de un arte históricamente situado- su influencia y su concepción del arte como algo cultural y funcional, que incluiría su propio cambio incluso en cuanto a su identidad como representación, se ha dejado sentir incluso en sus más recientes críticos, abriendo sendas nuevas a la historiografía del arte y de su recepción histórica.

## El método estructuralista y semiótica
Las aportaciones de los formalistas rusos y de algunos miembros del Círculo de Praga (con Trubetzkoy como fundador)—Jan Mukařovský (1891-1974) consideraría en 1936 el arte como un hecho semiológico y el Círculo presenta las 'Théses' en el primer Congreso Internacional de eslavistas celebrado en Praga en el año 1929— fundamentarían el movimiento del estructuralismo, que durante la segunda mitad del siglo XX (después de la Segunda Guerra Mundial) era el método más empleado en el estudio del lenguaje, la sociedad y la cultura.
La lingüística es la base de inspiración y se desarrolla mediante las ideas del antropólogo Claude Lévi-Strauss, las cuales conciben el sistema cultural como un sistema de signos. Este movimiento resalta la utilización de métodos de la lingüística estructural aplicadas a otros ámbitos culturales, por ejemplo, el análisis del relato. Roland Barthes plantea esta nueva corriente en sus investigaciones y su estudio se identifica con la semiología. Además, aporta nuevas perspectivas en cuanto a la psicología social y la sociología.
De la misma manera, en las dos primeras décadas del siglo XX, la psicología de la Gestalt insistía en la importancia de la totalidad y el conjunto; Ernst Cassirer situaba el arte en el marco de las formas simbólicas; Ortega y Gasset, en 1914, se preguntaba sobre qué significaría un idioma, un sistema de signos expresivos, cuya función no consistiera en narrarnos las cosas sino en presentárnosla como ejecutándose, como realidad ejecutiva:

«[...] ser imagen equivale justamente a no ser lo imaginado. Imagen, concepto, etc., son siempre imagen-concepto de ... yeso de quien son imagen constituye el verdadero ser.»

Por su parte, el americano Charles Sanders Peirce (1839-1914) había fundado la semiótica como ciencia de los signos, defendiendo en el signo la existencia de una relación triádica -frente a la explicación sistemática y diádica de significante y significado unidos por una relación convencional, social- de la tradición saussuriana: signo, objeto -referencial- e interpretante, como relación establecida por el intérprete entre aquellos.El ‘Cuadro de Peirce’, o nonágono semiótico, plantea 3 tipos de signos: el símbolo arbitrario, el índice causal y el icono, en el que se daría una relación de semejanza.
Charles Morris (1901-1979), desde su Aesthetics and the Theory of Signs de 1939, inició una estética semiológica, caracterizando al arte como un lenguaje que comunicaba valores y como signo estético, solo interpretable a través de un proceso de percepción estética que tendería a percibir valores en los signos icónicos, y definiendo el concepto de iconismo como semejanza, al poseer las propiedades de sus denotaciones.
En esta línea, el italiano Umberto Eco (1932 - 2016), mediante la publicación de Tratado de Semiótica General en 1975,  trata de revisar la categoría de las imágenes entre las diversas clases de signos, considerándola irreductible a la de los lingüísticos al faltar unidades mínimas de significación y un código homogéneo, sino al menos dos (de reconocimiento y de representación icónica a través de un vehículo gráfico) que fundarían un específico código icónico e intervendrían en la interpretación de las imágenes; no todas las imágenes, en consecuencia, pertenecerían a la categoría de icono, pues en el contexto artístico se re definirían tanto los sistemas gráficos como los de contenido y se podrían alterar nuestros códigos perceptivos con la invención de nuevos signos; las imágenes serían textos hipocodificados, producidos por invención y con una relación motivada entre expresión y contenido. Estos nuevos códigos producidos por invención pueden seguir reglas determinadas. Constan en dos tipos de invención. La invención moderada y la invención radical. El código icónico puede seguir reglas determinadas en la invención. 
En 1968 publica La Estructura Ausente, donde establece la originalidad cómo característica de la elaboración del lenguaje artístico. 7 años más tarde, publicará su Tratado de la Semiótica General, en el cual se centrará en estudiar el signo icónico y transcribían algunas condiciones de la experiencia mediante convenciones gráficas.
Tanto con su Obra Abierta (1962) y Lector in Fabula (1979), Eco subraya el protagonismo del espectador como activador de sentido ante la obra de arte. a su vez, advierte que el rasgo más característico en la semiosis.
En el campo de la historiografía del arte, por una parte se desarrolló una teoría de la Strukturforschung, en la que la estructura formal (como sistemas de representación codificada) de una época podía sustituir el concepto de estilo de Alois Riegl, sistematizada por Guido Kaschnitz von Weinberg: 

«Cada obra de arte cumple el doble papel no sólo de 'expresar' —o sea, más exactamente, de sintetizar— una concepción total del mundo o un estado de conciencia global, sino también de transformar altivamente la conciencia del observador, de imponerle su estructura y de constituir, como parte de un conjunto de otras obras, un 'lenguaje' de la forma artística que condicione, en función de sus presupuestos y posibilidades, la percepción de cada individuo.»

Roland Barthes (1915 - 1984) elabora El Tercer Sentido, identificando tres niveles: La Comunicación, El Significado y La Significancia. 
Meyer Schapiro (1904 - 1996) se centra en su obra Espacio y Vehículo de la Imágenes - Signo en la relación entre una imagen pintada y la superficie sobre la que está realizada. Le da importancia al marco y a la vista del cuerpo representado, abogando que la vista de perfil o la vista frontal de una figura adquieren significado en la obra y que por tanto son signos.  
En la actualidad existen nuevas construcciones procedentes de autores algo desconocidos en comparación con los ya mencionados. Estos referentes que aportaron enfoques nuevos al estructuralismo fueron Mieke Bal (1946) y Norman Bryson (1949), ambos vivos. Tanto uno como el otro, insisten en las posibilidades de una Historia del Arte fundada en la semiótica de Barthes. Reniegan del método institucional a la hora de conocer el arte, no promueven la lectura de documentos, sino la de conocer imágenes, el concepto de "signo" en su origen. Su defensa parte de que las imágenes aparecen como signos dentro de diferentes sistemas de comunicación, no solo visuales sino que también estarían implicados los códigos culturales. 
Los textos de Mieke Bal, se oponen a la interpretación nuclear que abarca y ordena el mayor número posible de elementos visuales. Propone a su vez comenzar por el detalle para posteriormente detenerse en el mismo, y con esto preguntarse qué detalles no encajan con los modelos explicativos vigentes. ¿Qué elementos nos llevan a este tercer sentido? ¿Qué detalle de la obra es eso que no podría expresar con palabras?

## El método feminista
Peter Burke entiende el método feminista como el análisis de la historia social del arte en términos no de clases sociales, sino de sexo, tanto si se atiende al sexo del artista, al del patrono, al de los personajes representados en la propia obra, como al de los espectadores presuntos o reales. Entre las figuras pioneras de este método en constante expansión, figuran Linda Nochlin y Griselda Pollock. Como otros estudiosos de la historia social de la «imaginería» y de la fantasía, las dos se preguntan: «¿La imaginería de quién?» O: «¿La fantasía de quién?»
Debido a la novedad que la metodología del arte supone (los textos encontrados respecto al tema son de las últimas décadas), hoy en día se debate sobre su existencia, y si, en el caso de que así sea, se pueda aplicar a la Historia del Arte. Linda Nochlin, investigadora sobre el punto de partida del arte feminista, afirma que no existe dicha metodología, ya que no abordaría todo lo que debería tratar. Otra autora, Eli Bartra, en relación con este tema escribe:
“Al hablar de una metodología feminista (…) me refiero al camino racional que recorre una mujer con conciencia política sobre su subalternidad femenina y en lucha contra ello para acercarse al conocimiento de cualquier aspecto de la realidad. También creo que los instrumentos que se utilizan (técnicas) difieren poco o mucho en tanto que respondan a necesidades y objetivos distintos”.
Otros ejemplos serían los que abogan por una epistemología feminista, como Elisabeth Potter o Linda Alcoff, mientras que otras como Sandra Harding prefieren considerarlo un Punto de vista. 
Griselda Pollock será una de las pioneras del movimiento. En su enfoque le da importancia a los archivos, destaca la ausencia de historias que hablen de mujeres, subrayando que se ha definido un concepto de “humanidad” basado en su gran mayoría en hombres. Pollock afirma que esta urgencia de marginar el tema feminista en la sociedad es reflejo de la potencia de la misma, y se trata de conceptos que la cultura falocéntrica no está preparada para admitir. Se debe mencionar que no se trata de que las mujeres, solo por el hecho de serlo, llevarán a cabo un tipo de investigación diferente, o con una metodología distinta. Asimismo, señalar que no es un estudio realizado exclusivamente por mujeres. Propone una intervención feminista fuera de lo habitual y más cercano a Aby Warburg, por su capacidad de crear una historia visual de la mente (psicología de la expresión  humana).
Otra autora importante respecto a la metodología feminista es Estrella de Diego, quien representa sus ideas en España. Expone que no se puede analizar el trabajo de las mujeres desde el mismo nivel que los hombres, se necesitan nuevos parámetros, además de que debemos apartarnos de la posición privilegiada. Recalca que no es suficiente con el feminismo, que hay que atender a las razas, a las nuevas voces, además de reivindicar las minorías. Se replantea la validez de que una mujer de prestigio defienda a una minoría. 
Asimismo, existe un debate sobre a qué se refiere la metodología. Por ejemplo, unos consideran si lo feminista alude a lo político de la metodología, otros consideran que lo feminista incumbe a las técnicas, o incluso hay quien aprecia que el propio objeto de estudio es lo denominado feminista. Sandra Harding mantiene que las técnicas no son lo feminista, sino que debe serlo la forma de usarlas. 
A pesar de todo, no hay un método feminista que se pueda ir aplicando al estudio de la Historia del Arte, sin embargo, hay diferentes teorías o acercamientos del mismo. No hay una metodología con características específicas y autores concretos que hablan sobre dicho enfoque. Por tanto, la “metodología feminista” consiste en sacar partido de los recursos del método histórico para tratar cuestiones concretas. No obstante, subrayar que el método feminista no es algo ya creado. Se desarrolla según se realiza el trabajo de investigación. En ocasiones, incluso surge de forma espontánea, no deliberada.
Lo más importante es que debe tratarse de un método no sexista y no androcéntrico. Por ejemplo, según Margrit Eichler la investigación feminista estudia particularmente a las mujeres, a los hombres o a la importancia del género. Además, afirma que la investigación tiene como objetivo mejorar las condiciones de las mujeres. Lo feminista tiene como compromiso construir los caminos necesarios para el estudio de la realidad. 
Para aplicar la metodología feminista hay que hacer primero una investigación feminista. Esta consiste primero en saber qué es el feminismo, el androcentrismo, el sexismo, y criticar la invisibilidad y los puntos de vista masculinos. Por lo tanto, hay que aplicar a lo tratado una perspectiva feminista, que consista en la presencia de las mujeres, reconstruyendo el pasado, estudiando su traza en el campo artístico, todo esto teniendo en cuenta las condiciones sociales de esa época. Además de tratar cómo retratan los hombres en el Arte la figura de la mujer, es decir, cómo conciben los hombres a las mujeres en dicha etapa, los cuales son los que han definido el aspecto femenino a lo largo de la historia, lo que ayudará a comprender la relación conflictiva entre géneros. A su vez, se debe considerar el papel que desempeñaron estas artistas en el desarrollo del arte y en su momento, además de analizar las diferencias que existían en esa época entre mujeres y hombres, no solo en el campo artístico, sino también socialmente. 
En resumen, hay que estudiar a la mujer en el Arte teniendo en cuenta el pasado que vivió y comprender el mismo, dotando de visibilidad a la mujer, estudiando su producción artística y la educación que recibió, y, a su vez, su biografía. No solo tratando las figuras de artistas femeninas de las artes mayores, sino también de las artes menores, ya que fueron a las que más se dedicaron a lo largo de la historia. 
Las fuentes que podemos encontrar sobre mujeres en el Arte son muy escasas, debido a eso hay muchos periodos en los que ni siquiera se hablan de mujeres artistas, y, en el caso de que sí sean mencionadas, se nombran en general, no se refiere individualmente a dichas artistas. Todas las fuentes sobre mujeres artistas son de las últimas décadas, y no todas son feministas. Además, encontramos una exclusión en el papel de la mujer como agente del conocimiento, donde el papel del hombre será el líder. Las feministas demandarán el reconocimiento de la relación de poder y género que existe para denunciar la construcción de la diferencia sexual.
En esta última década el método se ha considerado “deconstrucción”, es decir, el análisis de lo que hay publicado sobre el tema para descubrir las trazas sexistas y procurar corregirlas. La intención sería desarticular cada disciplina, en este caso el Arte, y reconstruirlo de forma nueva.
En conclusión, y según Laura Gutiérrez, hay una necesidad de repolitizar las narraciones en la Historia del Arte. Se debe mencionar que no se trata de que las mujeres, solo por el hecho de serlo, lleven a cabo un tipo de investigación diferente, o con una metodología distinta. Asimismo, señalar que no es un estudio realizado exclusivamente por mujeres. El sesgo androcéntrico y sexista solo podrá ser corregido mediante una metodología no sexista, es decir feminista. 
Para responder a estas preguntas las dos se han dedicado a desenmascarar y a echar por tierra la mirada masculina agresiva o «dominante», que ellas asocian con la «cultura falocéntrica».
Como los estructuralistas, las feministas han aportado muchas cosas al acervo común de interpretaciones, en el sentido de que hoy día resulta prácticamente impensable ignorar el tema del sexo a la hora de analizar las imágenes, del mismo modo que hace unos años era impensable ignorar la cuestión de la clase. La aproximación o la serie de aproximaciones a la imagen en términos de sexo ya han sido mencionadas al hablar, por ejemplo, de las representaciones de mujeres leyendo, del trabajo femenino, de las brujas o de los harenes.

## Estudios visuales
La cultura de masas, los procesos de globalización y el uso de la imagen como medio de comunicación esencial, produce una revalorización de la imagen visual como objeto identitario y medio de comunicación. Este nuevo uso, es una actitud de la sociedad contemporánea, pero vemos vestigios en épocas anteriores. Según la semiótica de Barthes, antes de la modernidad, la sociedad se regía por otros sentidos: en la Edad Media por el oído, mientras que el ojo cobra protagonismo durante el Barroco. Pero sería durante el siglo XX, donde la vista alcanza su máximo esplendor.
“La imagen en la contemporaneidad es concebida más allá de un sentido artístico que, sin perder autenticidad, es un elemento de comunicación simbólico masificado como producto de consumo”, una imagen creada por y para las Culturas Visuales, un término vago con límites imprecisos; una idea transcultural que aparece en la postmodernidad. Anna María Guasch lo define como “disciplina táctica que busca dar respuesta al rol de la imagen como portadora de significados en un marco dominado por los discursos horizontales, las perspectivas globales, la democratización de la cultura, la fascinación por la tecnología y la ruptura de los límites alto-bajo más allá de toda jerarquizada memoria visual”. Temas actuales y reivindicativos como las cuestiones de género, raza, sexualidad o identidad postcolonial, encuentran su lugar en la cultura visual.
Lo visual en lo cotidiano es nuestro medio de comunicación, uso de la imagen que hacen distintas sociedades, siempre sujeta a cambios sociopolíticos, que actúa como reflejo del contexto donde “los medios de comunicación irrumpen como la más grande y poderosa máquina productoras de imagen, más vasta y efectiva que el sistema, de arte contemporáneo”.
La incorporación de los Estudios Visuales como metodología óptima para el estudio y análisis de las imágenes producidas por la Cultura Visual, supuso un “cambio fundamental en el estudio de la historia tradicional del arte en el que, (...), el concepto de “historia” es sustituido por el de “cultura”, y el de “arte” por lo “visual” jugando a la vez con la “virtualidad” implícita en lo visual y con la “materialidad” propia del término de cultura”. Los Estudios Visuales amplían la mirada dada por la Estética e Historia del Arte convencional, incorporando los estudios sociales, antropológico o de comunicación, para la producción, circulación y consumo de imágenes en ámbitos como el arte, la publicidad o los medios de comunicación, para comprender el papel de la imagen y lo visual en la sociedad actual.
Los primeros usos de este término se le atribuye a Michael Baxandall y Svetlana Alpers; Baxandall, como historiador social, busca un método para encajar la producción del arte en el tejido social; Svetlana Alpers democratiza la imagen, igualando toda producción en contra la concepción de “lo real” otorgada a las obras maestras. El término actual se le atribuye a W.J.T Mitchell, percibe la cultura visual como “un punto focal para los intereses de estudiosos que trabajan en muchas disciplinas y desde varios puntos de vista”, derriba las barreras de jerarquías estéticas, fijándose en las producciones populares y vernáculas. Mitchell flexibiliza el marco de la cultura visual, propone un nuevo concepto “the pictorial turn”: el paso de la Historia del Arte a una historia de las imágenes poniendo énfasis en los procesos cotidianos y el lado social de la cultura.
Para ello es necesario la creación de un nuevo método de estudio acorde a la producciones de la sociedad de masas; crear un nuevo programa centrado en la filosofía del lenguaje y la visualidad “basándose en la reconocimiento del papel de la subjetividad en la búsqueda de la objetividad, (...) preocupados por la formas en que los objetos revelan los compromisos éticos y políticos de quienes lo estudian”. Se equipara la imagen acorde a su medio, en contra de la universalidad de los conceptos estéticos; en búsqueda de la heterogeneidad de las imágenes y su circunstancias de producción mediante su función cultural y social.
Mieke Bal critica el esencialismo visual otorgado a la imagen por los Estudios Visuales, considerándose con significados absolutos y universales al realizar un análisis meramente formal; Bal propone la interpretación de imagen, al ser más complejas y abiertas en base al contexto y el espectador. Así, define el principal objetivo del método como el análisis de lo visual, atendiendo a los elementos de perspectiva, composición o color y su influencia en la percepción y la experiencia dentro de la imagen. Por ello, se instaura un doble sentido estratégico de los Estudios Visuales: disciplina académica que renueva el campo de la Historia del arte y estrategia social con impacto en la política cultural.
Aunque en los últimos años se ha intentado aunar la Estética, la Historia del arte y los Estudios visuales como complementos entre sí, otorgando mayor gama de enfoques y herramientas para el análisis de la imagen y su visualidad. Autores como Jose Luis Brea diferencian las disciplinas, un doble camino que radica en el enfoque temporal: mientras que la Historia del Arte es un estudio retrospectivo, los Estudios Visuales se centran en lo contemporáneo; para Brea, los Estudios Visuales pueden falsear los resultados, al obviar el hecho histórico.

### Debate: ¿historia del arte o estudios visuales?
El debate y conflictos surgen cuando se ponen en conexión los Estudios Visuales con dos disciplinas establecidas desde el siglo XVIII, que son la Estética y la Historia del Arte. Este debate se nutre de la idea de los Estudios Visuales como un estudio interdisciplinar, defendido por W.J.T. Mitchell, que absorbe ambas disciplinas anteriormente comentadas y con el llamado “giro visual” añade la visión moderna y la visión cultural. Este “giro visual” que ocurre en 1988 está recogido en el compendio “Vision and Visuality” de Hal Foster y consiste en la suma de puntos de vista de estudiosos en torno a la visión, la idea establecida por las disciplinas y su choque con la modernidad donde no encajan los métodos existentes. El “giro visual” y la visualidad va a cuestionar los métodos usados por ambas disciplinas (Historia del Arte y Estética) e intentar resolver las cuestiones que las disciplinas anteriores plantean y que quedan por resolver.
Ana María Guasch lo definirá en “Estudios Visuales. Un Estado de la Cuestión” de este modo: «disciplina académica renovadora del campo de la historia del arte usando teorías procedentes de distintos campos de las humanidades y enfatizando el proceso de «ver» a través de distintas épocas y períodos, y como estrategia táctico-política con un mayor impacto en el ámbito de la política cultural. Y dando por sentado en ambos casos el papel clave de lo «visual» y de las condiciones del receptor en la construcción de cuestiones sociales».
Esto supone un cambio fundamental en la percepción de la historia tradicional del arte ya que pone en jaque lo establecido por esta disciplina, ampliándose y añadiendo nuevos métodos para entender las imágenes liberándose de la jerarquía establecida por la Estética y la Historia del Arte y sustituyendo el concepto de "Historia” por estudio y de “arte” por visual.
Sin embargo, esta ampliación no supone una sustitución o eliminación de ambas disciplinas, sino al contrario, las complementa dando nuevos enfoques, siendo los Estudios Visuales un añadido a estas disciplinas que abarca al máximo posible la imagen, la visualidad. Por tanto, la visualidad, definida por Hal Foster, sería el objeto de estudio, el cual implica a la visión como un hecho social, histórico y, en general, cultural; que también abarca lo corporal y lo psíquico. Esta visualidad engloba, entre otros, a:
- Imágenes técnicas y científicas.
- Investigaciones en torno al estudio filosófico de la visión.
- Estudios semióticos de imágenes y signos visuales.
- Estudios cognitivos y fisiológicos del proceso visual.
- Estudios sociológicos de la representación y la recepción de imágenes.

Por tanto, se podría decir que los Estudios Visuales son una apertura a objetos, fenómenos y conocimientos más allá del campo artístico sin que éste quede expulsado, y así forme parte del entramado de la cultura visual. En definitiva, el debate entre historia del arte o estudios visuales se resume en que los estudios visuales son una ampliación más moderna de los establecidos anteriormente y que busca resolver aquellas cuestiones que la primera disciplina no puede resolver. Por tanto, lo tradicionalmente entendido como historia del arte, si no que ayuda a la misma y busca completarla ya que la Historia del Arte, como disciplina, tiene sus limitaciones.

### Autores y conferencias paradigmáticas en el desarrollo de los estudios visuales como método académico.
- Svetlana Alpers

La noción de “Cultura Visual” fue introducida inicialmente por la historiadora del arte Svetlana Alpers, partidaria del método de la “Historia Social del Arte”.
Historiadora del arte estadounidense de la Universidad de California, Berkeley; y discípula de Ernst Gombrich en Harvard, en su principal obra El arte de describir. El arte holandés en el siglo XVII determina este concepto erigiendo los cimientos fundamentales de los Estudios Visuales. El propósito de S. Alpers al introducir una nueva terminología era aplicar un método distinto al enfoque iconográfico. Alpers destacó una clara disparidad entre el arte de describir holandés y el arte de interpretar italiano. En otras palabras, una nueva concepción que ubicara en los Países Bajos.
En contraste con Michael Baxandall, uno de los mayores entendidos por los Estudios Visuales, S. Alpers fue pionera al cuestionar el lugar privilegiado que ocupaba el arte en la evaluación de la cultura visual; es decir, la tendencia por el método al optar persistentemente las grandes obras o lo excepcional. Se trata por tanto de un concepto que propone un amplio marco interdisciplinar inclusivo al que la imagen es considerada como documento histórico eficaz por sí mismo. Si bien es cierto, estas cuestiones, como comprenderemos más adelante, causaron grandes problemáticas al no lograr abordar tal cantidad de límites imprecisos.
Al considerar la cultura visual, S. Alpers amplió el entendimiento sobre cómo se percibía en otras épocas. Dice que toma el concepto de M.  Baxandall, lo que él mismo determinó como el “ojo de la época”.
- M. Baxandall

El concepto de “cultura visual”, como hemos establecido con anterioridad gracias a la historiadora Svetlana Alpers, es retomado por Michael Baxandall, quien lo redefine como el "ojo de época". Mediante este concepto, M. Baxandall alude a la manera específica de percibir visualmente en un momento específico de la historia.
Baxandall afirmaba que tanto los artistas como los promotores compartían una misma comprensión del mundo. No obstante, destacaba que cada cerebro procesa la información de manera única, empleando combinaciones de habilidades, algunas innatas y otras adquiridas a través de la experiencia.
La obra a la que Baxandall establece un acercamiento a los Estudios Visuales es a través de la titulada Pintura y vida cotidiana en el Renacimiento. Arte y Experiencia en el Quattrocento. En este ensayo Baxandall profundiza acerca de la relación entre la pintura renacentista y la vida cotidiana, ofreciendo una perspectiva única que ha influido significativamente en la comprensión de cómo las obras de arte pueden ser interpretadas en su determinado contexto sociocultural. 
La combinación de las preferencias visuales así desarrolladas fue lo que conformó el "ojo de la época" de una ciudad del siglo XV, como Florencia. Los artistas florentinos del siglo XV respondieron a esas preferencias visuales, creando obras de arte que satisfacían ese particular "ojo de la época". Este mismo principio podría aplicarse a otras ubicaciones y momentos históricos, evidenciando cómo los creadores se adaptan y contribuyen a la estética visual predominante de su contexto.
La metodología que combina la Historia Social del Arte con los Estudios Visuales indica, en cualquier caso, que aquellos lectores con preferencia por la filosofía de Baxandall apenas observaron que esta Historia Social del Arte estaba, a su vez, cimentada en otra narrativa: la biológica; específicamente, hablamos de Neurohistoria del Arte. 
En el subapartado del texto en el que introduce el concepto de "ojo de época", Baxandall no comienza con una exposición detallada de la sociedad florentina, sino que lo inicia con un análisis planteado por la biología universal de la visión humana. Según el historiador, el proceso de visión se inicia cuando los rayos de luz reflejados por un objeto ingresan en el ojo. Estos rayos son percibidos por la red de fibras nerviosas de la retina, a través de las cuales se transmitirá la información sobre la luz y el color al cerebro.
“Es en este momento cuando los mecanismos de que disponen los seres humanos para la percepción visual dejan de ser exactamente iguales en todos ellos. El cerebro debe interpretar los datos sin procesar acerca de la luz y el color que recibe de los conos, y lo hace mediante habilidades innatas y de otras desarrolladas a partir de la experiencia”.
Baxandall incide en la crucial experiencia individual argumentando que “cada uno de nosotros ha tenido una experiencia diferente y por ello todos tenemos un conocimiento y una capacidad de interpretación ligeramente distintos. De hecho, cada uno procesa los datos percibidos por el ojo con unos mecanismos diversos”.
Mientras que Baxandall empleaba el término con la principal finalidad de iluminar lo que él denominaba "hábitos de inferencia", en la “Neurohistoria del Arte” evocaría el aparato neuronal con el cual los artistas cuentan al crear arte y con el cual otros responden a dicho arte.
- Norman Bryson

En su ensayo La mirada en el campo expandido, Norman Bryson apuntaba hacia una reformulación radical de nuestro pensamiento sobre la visualidad, así como ya lo determinaba Hal Foster y William John Thomas Mitchell. N. Bryson sostenía que la visión estaba socializada y que la realidad visual es una construcción social.
Bryson en colaboración con Michael Ann Holly y Keith Moxey, propuso la necesidad de trasladar la mirada desde la Historia del Arte, que afirmaba estar en un estancamiento institucional, hacia una “historia de las imágenes” investidas de valor cultural.
En su ensayo, Bryson aprovecha teorías como las de Sartre y Lacan sobre la mirada del otro, de manera similar a cómo M. Baxandall utiliza el concepto del "ojo de la época".
Los Desposorios de la Virgen, obra seleccionada para ejemplificar su formación de conceptos, Bryson aborda la noción sobre la mirada del otro desde una perspectiva subjetiva, influenciada por la visión de Sartre. Así, el historiador examinaría la arquitectura asomada en la obra del maestro Rafael presentando a la audiencia como un campo visual que controlamos como individuos con nuestra capacidad visual. Bryson subraya la calidad de consideración hacia la experiencia de lo visual, nacido desde la subjetividad y la mirada del sujeto humano.
Así, los historiadores interesados articulaban poco a poco las “narrativas visuales” o discursos “polifónicos” de la imagen. Este enfoque de la obra como heteroglosia respaldado por la diversidad de perspectivas interdisciplinarias que participan en la lectura e interpretación del objeto, a diferencia de dar prioridad a los métodos históricos, incorporaba los fundamentos de los estudios literarios para 'leer' y 'mirar'. En este ejercicio de diálogo y consulta con el pasado, los autores posicionaron al espectador en una posición deconstructiva de los contextos semánticos 
Llegamos a la conclusión, por tanto, de que “narrativa" no es sinónimo de "ficción", al igual que "representación" no lo es respecto de "imagen". Sin embargo, tanto la “narrativa” como “representación” son dos modos efectivos para excavar en la razón por las formas de expresión, funcionando como herramientas eficaces que consienten la comunicación de experiencias, ya sean ficticias o basadas en la realidad 
Si reconocemos como animal subjetivo la existencia de narrativas visuales, podemos argumentar que los mundos a los que nos transportan ciertas imágenes y producciones visuales se estructuran mediante modos ficcionales, indagando diferentes dimensiones de significado y experiencia.
- W. J. T. Mitchell

William John Thomas Mitchell tras incorporar en la Universidad de Chicago cursos dedicados al estudio por la Cultura Visual, publica su libro Picture Theory.
En esta obra el objetivo de Mitchell sería popularizar la noción del giro de la imagen, insertando una nueva metodología interdisciplinar que aceptase cualquier tipo de imagen que forme parte de un determinado momento sociocultural, religioso y político. De esta forma, la intención del historiador sería de reivindicación, de manera que cualquiera que forma parte del discurso histórico sea concebida como documento histórico inclusivo. De este modo, Mitchell impulsa la nueva propuesta por una transformación en la Historia del Arte hacia una historia más amplia, que abarcase el estudio de las imágenes.
Destaca los aspectos sociales de lo visual, centrándose en los procesos cotidianos de observar a los demás y de ser observados, es decir, de la visualidad. En otro escrito, Mitchell examina la cultura visual en nuestras vidas, abordando tanto el ámbito individual como el social. De este modo, decide profundizar acerca de la intención y el poder de las imágenes, así como sus repercusiones históricas y culturales. Mitchell atribuye a la visión una importancia equiparable a la del lenguaje, ya que esta actúa como mediadora en las relaciones sociales. Sin embargo, Mitchell sostiene que no todo puede ser reducido a lenguaje, signo o discurso. El método semiótico discutirá por el contrario dichas afirmaciones, ya que creen ver diferentes naturalezas entre los códigos y tipos imaginativos producidos por la imagen. Mitchell, después de cuestionar tanto el "giro lingüístico" presentado por Richard Rorty, como el "giro semiótico" propuesto por Norman Bryson y Mieke Bal, discurría que estos modelos centralizados por la textualidad simplificaban el estudio del arte y de las formas culturales, reduciéndolo a una cuestión de "discurso" y "lenguaje", Mitchell optó por su propio giro: el de la imagen.
El historiador busca demostrar cómo las imágenes tienen el poder de evocar emociones propias de la subjetividad humana que no solo provienen del Arte determinado por la historiografía como exclusivo, sino aquellas imágenes que nos evocan sensaciones también en nuestras vidas cotidianas: desde una simple noticia hasta la difusión de eventos.
Este enfoque lo llevó a proponer una transformación en la historia del arte, moviéndola hacia una "historia de las imágenes". En este cambio, Mitchell destaca el aspecto social de lo visual, así como los procesos cotidianos de observar a otros y ser observados por ellos. En ningún caso este giro de la imagen significaría, a juicio de Mitchell, un retorno a las cuestiones navies de parecido o mimesis ni a las teorías de la representación. 
“Se trata más bien de un descubrimiento poliquístico y postsemiótico de la imagen, une compleja interacción entre la visualidad, les instituciones. el discurso, el cuerpo y la figuralidad y, sobre todo, es el convencimiento de que la mirada, las prácticas de observación y el placer visual, unidas a la figura del espectador pueden ser alternativas a las formas tradicionales de lectura junto a los procesos de desciframiento, decodificación o interpretación”.
Cada realidad visual, que incluye los hábitos diarios de la percepción visual, debe ser comprendida como una construcción visual. ¿Qué es lo que quieren las imágenes?, se pregunta Mitchell, para responder:
“Lo que las imágenes quieren es no ser interpretadas, decodificadas, desmitifica- das, veneradas ni tampoco embelesar a sus observadores. Posiblemente no siempre quieren ser merecedoras de valor por "interpretadores" que piensan que toda imagen debe ser portadora de rasgos humanos. Las imágenes pueden proyectarnos a aspectos inhumanos o no humanos (...) Lo que en último término quieren las imágenes es ser preguntadas por lo que quieren, con el sobreentendido de que incluso puede no haber respuesta”.
Quieren ser vistas como complejos individuales que recorren y atraviesan múltiples identidades. 
- Hal Foster

Los Estudios Visuales se refieren a lo que Hal Foster nombró como "visualidad", estableciendo así la imagen y la visualidad contemporánea. El concepto de visualidad puede resultar confuso según advierten los propios expertos. Como ya avisamos con anterioridad, algunos de los historiadores interesados por los Estudios Visuales afirman que se trata de un método asazmente vago debido a sus límites imprecisos. Es por ello por lo que H. Foster explicaría, “la visualidad implica a la visión como un hecho social, histórico y en general, cultural; que también abarca lo corporal y lo psíquico”. B. Torres señala que, al hablar de “visión” y “visualidad”, surgen interrogantes como: “¿cómo vemos; cómo somos capaces de ver; cómo se nos permite ver o se nos hace ver; y, cómo vemos este ver o, dentro de esto, el no ver?”. 
H. Foster no solo aborda el estudio de la imagen como el resultado de diversas prácticas culturales, sino que también la analiza dentro de un complejo cultural que incluye dimensiones que van desde lo social, histórico, cultural, religioso, geográfico y político, hasta aspectos vinculados al ámbito psíquico del individuo.
- Anna Maria Guasch

Según Ana María Guasch, catedrática de Historia del Arte de la Universidad de Barcelona y crítica de arte, decreta que los estudios visuales suponen un cambio fundamental en el estudio de la Historia tradicional del arte en el que el concepto “Historia” es sustituido por el de estudios y el del “arte” por visuales. 
Los Estudios Visuales funcionan como complemento de dos disciplinas ya establecidas desde el siglo XIX: la Historia del Arte y la Estética. Así, Guasch define que no se trata de una eliminación o reducción de estas, sino que el método de la Cultura Visual funcionaría como instrumento para el análisis completo historiográfico.
- Martin Jay

En su artículo Relativismo cultural y lo visual, ubica el cambio hacia lo visual que se consolida con los Estudios Visuales en unas jornadas organizadas por Hal Foster en la Dia Art Foundation en Nueva York. Al año siguiente, las contribuciones de dichas jornadas son publicadas bajo el título Visión y visualidad, a lo que trabajaron con detenimiento acerca de los difusos conceptos.
Según Jay, afirma que ese encuentro y la subsiguiente publicación marcaron el momento en el que el giro visual comenzó a evidenciar señales de convertirse en el monstruo académico que llegaría a ser en los años 90.
- Nicholas Mirzoeff

Teórico de la cultura visual y profesor en el Departamento de Medios, Cultura y Comunicación en la Universidad de Nueva York. En su título más relevante, An introduction to visual culture (1999), traducido al castellano en 2003, exalta el impacto de la imagen, de lo visual, en la cultura de masas. Destaca, además, el papel de los avances tecnológicos punto por punto, empezando por la historia de la fotografía desde 1839 a 1992, si bien es cierto que, según el autor, este elemento ha muerto como prueba por la “capacidad de alterar una fotografía digitalmente”, anulando la condición básica de esta.  Dado que el libro fue publicado en un tiempo en el que este tipo de sistemas todavía no habían alcanzado su condición actual, ignoraba todavía el efecto que supondría la llegada de las IA y su capacidad no solo para editar, sino para crear imágenes con total realismo, por lo que, hoy en día, su afirmación sobre la muerte de la fotografía tendría todavía más sentido.
A raíz de esto, analiza la relación entre la sociedad y el desarrollo de lo virtual, desde sus inicios hasta principios del siglo XXI, de su influencia, y anticipa la propia identidad en la red. Asimismo, recoge la influencia de los medios de comunicación y de la imagen de las celebridades a partir de la retransmisión del entierro de la princesa Diana de Gales, fallecida en 1997 en un accidente automovilístico, y el poder de la propia imagen en las masas, destacando la importancia de la raza y el origen étnico, el género, la sexualidad y el cuerpo dentro de la propia cultura visual. Tiene otras publicaciones, tales como Silent Poetry. Deafness, sign language and visual culture in Modern France (1995), The Visual Culture Reader (1998-2002), Watching Babylon: The War in Iraq and Global Visual Culture (2005) y The Right to Look. A Counterhistory of Visuality (2011), que lo convierten en una autoridad asentada dentro de la metodología de la cultura visual, demostrando que la imagen, aplicada a tiempos contemporáneos, asume funciones que otrora correspondían exclusivamente al arte como tradicionalmente es entendido.
- Keith Moxey

Su juicio se sitúa en la misma línea que los de Michael Ann Holly y Norman Bryson. En su ensayo El tiempo de lo visual. La imagen en la historia (2015), afirma que el tiempo histórico es heterocrónico, pudiendo hablar de diferentes tiempos en diferentes lugares.  Por tanto, demostraría la atemporalidad de la obra y la inutilidad del estudio de los estilos como compartimentos estancos dentro de una línea temporal. La visión occidentalista perdería la hegemonía en pro de enfoques inclusivos multiculturales y de género, que tendría en cuenta mujeres y grupos marginados por el academicismo y la visión europeísta tradicional. La imagen, por tanto, sería autónoma y capaz de crear su propio tiempo y su propia historia, por lo que la historia sería un conjunto de microrrelatos sometidos a la subjetividad, al haber tantas historias como interpretaciones de una imagen haya. Es, en definitiva, el fin del relato hegeliano en el sentido teleológico del término.
- Conferencias y publicaciones

Se han de tener en cuenta, además, varias conferencias y publicaciones cruciales para la conformación de los estudios visuales como disciplina académica asentada. En primer lugar, el congreso con el debate de relaciones de los Estudios visuales con la Historia del arte y la Estética como tema central, celebrado en el Clark Art Institute de Williamstown, Massachusetts (EE. UU.). Se empleó como referencia el grabado Tres árboles de Rembrandt, para visualizar la reunión pacífica de las tres áreas que mantenían su independencia. Dada la profunda ambigüedad del término, no se lograron todos los objetivos esperados, y el propio W.J.T Mitchell dijo que, después de diez años de docencia en la Universidad de Chicago en la rama de estudios visuales, no era capaz de darle una definición a su propia disciplina, pero logró demostrar que el mundo de la visualidad es tan vasto que las dos disciplinas tradicionales resultan insuficientes para asumir todo lo que abarca. 
Algo similar en cuanto a contradicciones y debates ocurre la publicación en la revista Journal of Visual Culture, “Visual Essentialism and the Object of Visual Culture”, de 2003, en el que algunos autores, como el ya mencionado Mitchell, apuestan por la multidisciplinariedad y cuestionan que se le puedan poner límites a los estudios visuales, mientras que Mieke Bal realiza un estado de la cuestión en una orientación constructiva, con el fin de evitar que la disciplina entre en un proceso degenerativo, diferenciándose de otros discursos e interpretaciones, en otras palabras, consagrarla como algo “puro”. Es por eso que se mostró especialmente crítica con la postura de Mirzoeff, quien aceptaba la “contaminación lingüística de lo visual”, dado que “las imágenes no pueden ser puramente visuales, pero del mismo modo lo visual desbarata y desafía cualquier intento de definir la cultura en términos puramente lingüísticos”. 
En el caso español, aun hoy en día no existe una cátedra de estudios visuales definida en sí misma. Autores como el malagueño Juan Antonio Ramírez ya afirmaban haber seguido muchos de sus principios, como lo demuestra en su tesis doctoral Historia y estética de la historieta española, 1939-1979, como anticipo a lo que vendrá en lo relativo a los estudios de la cultura visual en épocas superiores. Los artículos y congresos celebrados en Estados Unidos no se traducen al castellano hasta entrada la década de los 2000, y la primera conferencia sobre estudios visuales en España no será antes de 2004, en la Feria ARCO, el I Congreso de Internacional de Estudios Visuales, que se celebró paralelamente a la primera publicación de la revista Estudios Visuales. Como resultado, algunos centros universitarios incluirán en su oferta académica algunos másteres orientados a este campo, pero con cierto recelo y apego al tradicionalismo en las principales cátedras de historia del arte y estética. No se puede negar que esto ya se venía estudiando en América desde hacía diez años, pero se logra alcanzar el punto sin retorno en el que los estudios visuales se hacen un hueco en el discurso cada vez más extendido de la historia como ciencia humanística interpretativa e interdisciplinar.

### Imágenes susceptibles al enfoque de estudios visuales.
Son muchos los estudios acerca de la importancia de la inclusión del concepto de “imagen” en la disciplina de la Historia del Arte, ampliando de este modo el término de obra, destruyendo su concepción más elitista, así como añadir un espacio de análisis mucho más diverso y rico, estudiado por diversos teóricos (como ya se ha mencionado), de la talla de W. J. T. Mitchell, Svetlana Alpers, Hal Foster, N. Bryson, entre otros.
A continuación, se hará un breve análisis de algunas imágenes que abarcan aspectos étnicos, de clase, de impacto mediático, etc., que tan sólo con su estudio se pueden establecer retóricas y dialécticas interesantes para comprender la complejidad tanto de estas como de su contexto:
Susan Buck-Morss en su estudio: Estudios Visuales e Imaginación global, de la Cornell University, establece una teoría y praxis acerca de los estudios visuales proclamando una alfabetización académica desde este enfoque determinado en el que ella encaja en su categorización Estética III, habiendo otro dos tipos de corrientes estéticas más. Esta fotografía pertenecería a esta Estética III, que es más optimista con respecto a la imagen, aproximándose a ella como si fuera una llave y no tanto un obstáculo para la comprensión. 
En el caso de una fotografía publicada por Benjamin Peret, en sí misma, refleja una realidad del momento, la naturaleza devora al progreso y la sobrepasa, la excede, cualquiera que viese dicha imagen y perteneciera al contexto sociocultural y económico de la década de 1937 entendería la imagen: el auge de la industrialización, y la época en la que todo se acelera gracias a la a máquina olvidando los ritmos orgánicos del ser humano. En palabras de Susan Buck-Morris: "Las imágenes dejan a un lado su función auxiliar de ilustrar el contenido del texto, y son libres de actuar de manera directa en la mente".  Equiparándose a otros medios de significado como por ejemplo corrientes vanguardistas como el futurismo, que ensalza el progreso, la velocidad y la máquina. En este caso, sucede lo contrario: elocuentemente no se reivindica la máquina, sino que ésta siempre acabará sometida al plano natural. De este modo, podemos concluir de esta obra que, aunque no es un producción humana, es una poetización del mundo, una abstracción mental creada por un poetización visual de lo cotidiano o lo mundano, es decir, una captación creativa digna de ser estudiada en su contexto.
Siguiendo con imágenes susceptibles de análisis dentro de la Historia del Arte y el enfoque de Estudios Visuales, así como de la cultura de visual tenemos que plantearnos que ciertos puntos de interés que poseen con las imágenes artísticas creadas, es decir, el Arte tradicional como la pintura, la arquitectura o la escultura, por ejemplo. Bajo este paradigma, Susan Buck menciona también de cómo en las producciones artísticas han servido como materialización de masas, así como de creación de sentido comunitario, o viceversa, que la comunidad ha creado Arte para su reunión; véanse las mezquitas, las iglesias, capillas y catedrales todo tipo de templos,  que poseen un lenguaje arquitectónico y artístico concreto y son susceptibles de análisis. Pues en la era de internet, la imagen también desempeña cuestiones comunitarias, se crean ideologías y sistemas de pertenencia a través de ellas, que nos pueden dar pistas sobre las corrientes o fuerzas políticas que se están creando desde hace un tiempo para acá. Si se analiza pormenorizadamente la iconografía, así como los elementos de la Gran Mezquita de Damasco del siglo VIII, podremos llegar a entender muchos rasgos de la cultura islámica al principio de su etapa expansiva, es decir, imperial; así como preceptos teológicos, ideológicos, económicos, mercantiles, estéticos, etc. Del mismo, modo si analizamos una imagen de hoy en día que conlleve una comunidad o una del tipo de anexión o agrupación ideológica a cierta imagen, o ciertas pruebas visuales, entenderemos mucho mejor toda la circunstancia desde lo visible. Se da el caso en los siguientes ejemplos:
El 15 de febrero de 2003 tuvo lugar una demostración global organizada a través de internet para protestar en contra de la inminente invasión preventiva de Iraq por parte de Estados Unidos. Cientos de ciudades hicieron parte de este performance colectivo, produciendo una ola de solidaridad planetaria que se movió en el sentido del Sol, de oriente a occidente. La evidencia de este evento-imagen fue recogida en el siguiente sitio web. La página creó un archivo de más de doscientas imágenes que muestran el deseo mundial de paz. Pueden ser descargadas por cualquier persona, en cualquier lugar, y son gratuitas. 
Cuando seguimos hablando de la cultura de masas, consecuencia de las telecomunicaciones y las redes sociales, como ya se ha explicado anteriormente, no solo crean a nivel político una imagen crea o demuestra comunidad o anexión a ideologías o hechos históricos concretos, sino que se puede estudiar la intrahistoria del pueblo llano, la historia de las emociones del pueblo así como sus inquietudes políticas más llanas o menos institucionales, en este caso, de la masa receptora de dicha imagen: estamos hablando del meme. Aunque parezca baladí, no es una cuestión tal, pues son imágenes, en muchos casos creaciones hechas con edición que trasmiten mensajes normalmente humorísticos generacionales y absolutamente inteligibles o en palabras de José Manuel Ruíz Martínez en su publicación: Una aproximación retórica a los memes de internet, dice: Entendidos de esta forma primera e intuitiva, los memes podrían percibirse como meros chistes gráficos que se popularizan a través de internet.  Son objetos semióticos de gran complejidad y retóricas que deben ser analizados por la Historia del Arte también:
No obstante, los memes son una realidad semiótica y retórica más compleja de lo que podría parecer. Más allá de su aparente trivialidad (que se da), los memes están contribuyendo a articular el discurso público en la actualidad, y sirven para conformar y reflejar estados de opinión (Shifman, 2014: 123), no solo en una dimensión meramente lúdica (lo que, por otra parte, no deja de tener su importancia en nuestra sociedad del entretenimiento y del espectáculo), sino también, y de manera especial, en el ámbito ideológico: los memes contribuyen a la discusión política pública.
J.M. Ruiz Martínez, en este caso de memes creados en torno a la época 2000 por una librería londinense (que posteriormente se viralizó en internet), consiste en cambiar el CARRY ON (tomando el modelo de cartel de la Segunda Guerra Mundial y transformándolo), es decir, el seguir adelante, por alguna otra actividad. Claramente nos habla de una tono absolutamente humorístico al estar implícita la negación del propio mensaje que ha sido un desfase cultural, generacional, o simplemente tedioso. Este meme, obviamente tuvo muchos usos ideológicos, políticos, así como económicos que se transmitían por las redes. Esto nos hace comprender que, aunque realmente no es un meme como tal porque no hay imagen., la composición visual de sus elementos filológicos sí que lo son, hay un proceso de construcción compositiva. De este modo entendemos el doble sentido del meme, la sociedad para la quién va dirigida con todo el análisis determinado, su utilización, la naturaleza de la negación, así como la composición visual y filológica. Este hecho último nos da pistas para entender otros tipos de imágenes, como por ejemplo otorgarle la importancia de las cartelas y mensajes en las portadas románicas o en pinturas miniadas.
Siguiendo con el texto de Ruiz Martínez, en su análisis de tipologías de memes establece un tipo de ellos que los denomina “El turista de la muerte”. El autor nos habla acerca del humor negro ero no absurdo. Esta tipología de meme es satírica, pero denuncia algún tipo de suceso trágico histórico o fraudulento, pero obviamente realizando a través de edición. Se llamó así a partir de:
El origen de este meme es el fotomontaje que un joven hizo a partir de una fotografía suya en la azotea de una las Torres Gemelas de Nueva York, donde añadió un avión acercándose. Fue una broma privada que envió a sus amigos, pero comenzó a difundirse con éxito por la red como si fuera una fotografía real16, que por tanto habría captado el momento en que se produce el atentado terrorista del 11 de septiembre con el añadido dramático del sujeto de la imagen que no sabe que está a punto de morir.
Otro de los ejemplos de los memes de J. M. Ruiz Martínez es el que se dio en 2005 con una felicitación navideña de la monarquía española, evidentemente, un montaje que causó tal polémica que la Casa Real desmintió que era una posado.  A partir de este hecho, en el que se populariza una edición hecha de manera poco profesional rozando lo kitsch de una Casa Real y tienen que declarar que obviamente es un falso posado, se satirizó, es decir, se convierte en meme humorístico con todo tipo de personajes del momento resaltando la obviedad del suceso. Este hecho por ejemplo nos puede otorgar mucha información acerca de la sensibilidad política que tienen los ciudadanos españoles con su propio régimen de monarquía parlamentaria, o en cuestiones de respeto político, etc. Es otra forma de estudiar la relación entre las instituciones, el poder y la masa.
Para dar paso a otros tipos de imágenes analizadas (o susceptibles a ello) por los Estudios Visuales que debieran incluirse en el estudio de la Historia del Arte, se ahondará en el artículo escrito por Sofía Sienra Chaves: La emergencia de los Estudios Visuales: resonancias en América Latina, del 2003. Sienra Chaves refleja la siguiente cita:
La definición de aquello “importante” sitúa al mismo tiempo —en tanto se desmarca de— “lo irrelevante”, operación que involucra una dimensión ideológica, más o menos consciente, manifiesta en las preferencias y elecciones. Por ello sería necesario interrogar cómo es que algo resulta “más valioso” o relevante respecto a qué, en qué sentido y desde dónde. José Luis Brea, impulsor de los Estudios Visuales en Iberoamérica, no vacilará en proclamar que: Toda fuerza política vinculada al desarrollo de unos estudios críticos en el ámbito de la visualidad contemporánea atraviesa esta exigencia de desarrollarlos para el objeto que efectivamente hoy ostenta la capacidad de producir simbolicidad. No la obra de arte —como tal— sino la cultura visual en toda su extensión y complejidad. (2010, p. 117)
Es decir, el ejercicio de la política va íntimamente vinculado a la imagen, no sólo a las producciones artísticas como se pudieron dar en la Contrarreforma católica entre los siglos XVI y XVII, sino que también el uso de las imágenes que no enseñas como la iconoclastia calvinista, por ejemplo, que es una elección del uso de la imagen, no solo una producción sino todo lo contrario una omisión. En ese caso, todo buen análisis crítico y razonado debe tener un juicio dialéctico y comparativo de las imágenes que la envuelven en todos los aspectos posibles. 
Sofía Sienra concluye que los Estudios Visuales en las disciplinas de la Estética y la Historia del Arte son necesarios, pero no para sustituir a las manifestaciones artísticas sino para expandir y alcanzar otros campos del saber. Del mismo modo nos habla de la necesidad tremenda de realizar:
Una aproximación decolonial de la noción de “estética” nos sugiere considerar dicha noción — siguiendo a Walter Mignolo (2019)— por fuera de su enclaustramiento como sistema regulador de la subjetividad de carácter universal y tradición greco-romana, y más allá de su correlato exclusivo con las artes. Es decir que resulta posible y pertinente concebir lo estético como ámbito móvil, vasto e indeterminado, propio de la sensación y ya no como categoría institucional, ni como sinónimo de “lo bello”. 
O considerar lo bello, lo armónico, lo sociológico y local a unas mujeres peruanas vendiendo helado. Refleja una realidad social y que, al reivindicarse como obra válida desde Latinoamérica, se contribuye desde la denuncia o desde la reformulación de nuevas concepciones de la belleza a procesos descolonizadores y menos eurocéntricos derivados de la concepción de la belleza decimonónica y una apariencia caucásica y del primer mundo. Es decir, ayudas a fuerzas estéticas y políticas en marcha.